# Guerra delle Falkland
La guerra delle Falkland o guerra delle Malvine (in inglese Falklands War; in spagnolo Guerra de las Malvinas) fu un conflitto militare combattuto tra aprile e giugno 1982 tra Argentina e Regno Unito per il controllo e il possesso delle isole Falkland, della Georgia del Sud e delle Isole Sandwich Australi.
Alla vigilia della guerra l'Argentina si trovava nel pieno di una devastante crisi economica e di una rivolta civile su larga scala contro la giunta militare che governava il Paese. Il governo, guidato dal generale Leopoldo Galtieri, l'allora presidente, decise di giocare la carta del sentimento nazionalistico lanciando quella che considerava una guerra facile e veloce per reclamare le Falkland, su cui l'Argentina (che le chiama Malvinas, Malvine) rivendicava la sovranità. Sebbene colto di sorpresa dall'attacco, il Regno Unito organizzò una task force navale per respingere le forze argentine che avevano occupato gli arcipelaghi. Dopo pesanti combattimenti, i britannici prevalsero e le isole tornarono sotto il controllo del Regno Unito.
Le conseguenze politiche della guerra furono profonde: in Argentina crebbero dissenso e proteste contro il governo militare, avviandolo alla caduta definitiva, mentre un'ondata di patriottismo si diffuse nel Regno Unito, ridando forza al governo della prima ministra Margaret Thatcher. Il vittorioso conflitto diede fiato alle ambizioni britanniche di potenza post imperiale (dopo la grave delusione seguita alla decolonizzazione e alla sconfitta nel conflitto di Suez), dimostrando che il Regno Unito aveva ancora la capacità di proiettare con successo la propria potenza militare anche in una guerra a enorme distanza dalla madrepatria.

## Il contesto storico

### La colonizzazione e la disputa

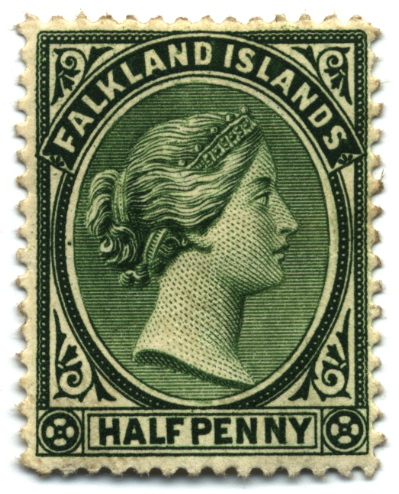
Un francobollo da mezzo penny delle isole Falkland del 1891

Il territorio delle isole Falkland è composto da tre arcipelaghi: le Isole Falkland propriamente dette, la Georgia del Sud e le isole Sandwich meridionali. Situati a oriente delle coste meridionali dell'Argentina, questi arcipelaghi caddero sotto dominio coloniale britannico sin dal 1833, dopo che la guarnigione argentina, comandata dall'ufficiale di marina Don José María Pinedo, allora governatore delle isole, era stata allontanata con la forza.
Dalla loro prima occupazione nel 1764 da parte francese, le isole sono state motivo di conflitto tra Inghilterra, Francia e Spagna, perché il trattato di Tordesillas tra Santa Sede, Spagna e Portogallo riconosceva alla Spagna competenza esclusiva a ovest del meridiano 46° 37' O. Non essendoci sulle isole alcun insediamento, l'esploratore Louis Antoine de Bougainville ne stabilì uno nel 1764 denominato Fort St. Louis, che venne ceduto alla Spagna nel 1767 per una contropartita economica e contestualmente vi insediò il "governatorato del Río de la Plata".
Nel frattempo una spedizione britannica era sbarcata a Port Egmont il 25 gennaio 1765, proclamandola colonia della Corona. Negli anni successivi vi furono diversi episodi di confronto tra Inghilterra e Spagna, incentrati sul possesso delle isole, e anche gli Stati Uniti intervennero con navi da guerra a protezione di quelli che ritenevano i diritti dei propri balenieri. Dopo la dissoluzione dell'impero coloniale spagnolo in America del Sud, dal 1820 le tensioni occorsero tra l'Argentina, la quale si considera erede dei diritti spagnoli sulle isole, governate dalla Spagna sino alla presa di possesso britannica, e questi ultimi.
Scontri armati tra civili di varie nazionalità e confronti militari hanno quindi accompagnato la vita delle isole fino alla colonizzazione definitiva da parte britannica nel 1839, con l'arrivo di numerosi coloni e lo stabilirsi di un'amministrazione civile con guarnigione militare e forze di polizia regolari; nel 1843 ebbe inizio l'edificazione del nuovo capoluogo, chiamato Port Stanley in onore dell'allora segretario alle Colonie; vista la posizione, le isole divennero una base navale per la Royal Navy che verrà sfruttata nella prima e nella seconda guerra mondiale.
Soltanto il maggiore di questi arcipelaghi, le isole Falkland, ha una popolazione civile permanente. Gli abitanti sono anche detti in inglese kelper, da kelp, una specie di alga. Generalmente di origine scozzese, questa comunità si considera britannica e appoggia l'amministrazione britannica e la permanenza delle truppe inglesi nell'isola. Gli altri due arcipelaghi hanno una popolazione molto limitata e non permanente, essenzialmente legata alla presenza di basi per ricerche scientifiche.
Nel 1965 l'Argentina riuscì a far approvare la risoluzione 2065 dell'ONU, facendo classificare la disputa come un problema coloniale, ma i successivi negoziati risultarono infruttuosi. Nonostante ciò, le relazioni con gli abitanti delle isole negli anni sessanta e settanta furono serene. Vi era perfino una rotta aerea tra Argentina e Port Stanley, denominata dagli argentini Puerto Argentino, da cui gli isolani dipendevano per cure mediche specialistiche e rifornimenti.
Alla vigilia della guerra l'Argentina era governata da una giunta militare guidata da Leopoldo Galtieri, il quale sperava di controbilanciare la preoccupazione del popolo suscitata dalla crisi economica e dalle violazioni dei diritti umani perpetrati dal regime, con la popolarità che sarebbe seguita a una rapida vittoria conseguita recuperando il controllo sulle Malvine. L'Argentina fece pressione sull'ONU, anche ventilando apertamente una possibilità d'invasione, ma gli inglesi non reagirono. Gli argentini interpretarono la mancata reazione come un disinteresse per le isole e ritennero che gli inglesi non avrebbero reagito con la forza a un'invasione. Interpretarono come ulteriori conferme in tal senso sia il ritiro dell'ultima unità della Royal Navy presente nell'arcipelago nel 1981, che era stata inclusa in un generale ridimensionamento della flotta nei territori britannici, sia l'Atto della Nazionalità Britannica (British Nationality Act) del 1981 che tolse agli abitanti delle Falkland, incluse nei British-Dependent Territories, alcuni dei diritti della piena cittadinanza, che venivano però in parte riapplicati in virtù delle leggi locali sull'immigrazione e cittadinanza. In ogni caso, tale percorso non lineare venne visto dagli argentini come un ulteriore incoraggiamento.
Il capo della Marina Argentina, l'ammiraglio Jorge Anaya, sviluppò il piano per invadere le Falkland. In seguito al fallimento della via diplomatica nel gennaio 1982, i piani d'invasione vennero completati per aprile dello stesso anno. L'invasione della zona popolata delle isole Falkland venne preceduta da un'oscura azione preliminare nella Georgia del Sud, situata circa 1390 chilometri a est delle Falkland. La crisi cominciò improvvisamente il 19 marzo 1982, quando un gruppo di supposti civili argentini, dipendenti da una società di pesca dell'imprenditore Constantino Davidoff, sbarcò nella Georgia del Sud apparentemente per prendere possesso di imbarcazioni per la pesca alle foche, prefabbricati e materiali di vario tipo, secondo degli accordi stipulati con la società britannica proprietaria "Salvensen Company". I presunti civili invece innalzarono sulle isole la bandiera argentina, avendo nel contempo vestito uniformi militari. Alla nave HMS Endurance della Royal Navy venne inviato un dispaccio con l'ordine di rimuovere il campo il 25 marzo, ma ciò le venne impedito da tre navi da guerra argentine che la costrinsero a ritirarsi dopo aver sbarcato un gruppo di osservazione di 22 Royal Marines provenienti dalla guarnigione di Port Stanley. Ad ogni modo, nonostante fosse ulteriormente evidente che la Marina Argentina avesse cominciato ad accumulare truppe a Puerto Belgrano, il gruppo sudamericano del Comitato Congiunto d'Intelligence (Joint Intelligence Committee) britannico riferì il 30 marzo che "l'invasione non era imminente".

### L'importanza strategica delle isole

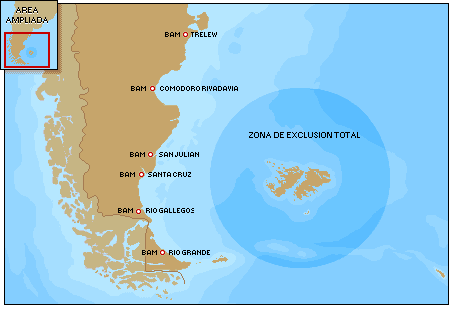
Isole Malvine, zona di esclusione e basi della FFA. La carta geografica mostra il confine Cile-Argentina secondo il trattato del 1984. Nel 1982 l'Argentina considerava come propria tutta l'isola orientale a sud del canale di Beagle.

Fino agli anni cinquanta nell'isola esistevano importanti basi per le baleniere, che andarono in declino a causa della sparizione di molte specie cacciate, un tempo molto comuni nell'Atlantico meridionale.
Più recentemente l'interesse per le isole si è fondato sia sui diritti di pesca, notevolmente proficui, sia sulla presenza di petrolio nelle loro vicinanze, come confermato da numerose ricerche che hanno visto impegnate varie compagnie, sebbene non tutti gli analisti concordassero sulla proficuità degli investimenti. Inoltre, il controllo delle isole assicura un'importante posizione strategica tra Atlantico e Pacifico, sia dal punto di vista militare, come dimostrato nel corso della prima guerra mondiale dalla battaglia delle Falkland, sia per scali commerciali. A ciò si aggiunge il fatto che il possesso di territori nelle vicinanze dell'Antartide potrebbe in futuro determinare diritti sul continente, o per lo meno alcuni paesi lo affermano. Per l'Argentina, infine, le Malvine hanno anche un'importanza simbolica: ritenute un territorio nazionale occupato dal Regno Unito, la riunione delle isole alla madrepatria è considerata essenziale per l'unità dello stato.

## Le iniziative diplomatiche antecedenti il conflitto

### I presupposti dal punto di vista politico e diplomatico
Agli inizi degli anni ottanta, l'economia dell'Argentina, governata da una giunta militare, era preda di una grave crisi causata dall'inflazione pari al 90% annuo, che produsse una grande recessione economica e l'interruzione di buona parte delle attività produttive.
La crisi e l'aumentare delle tensioni sociali indussero la sostituzione del capo della giunta militare Jorge Rafael Videla con il generale Roberto Eduardo Viola e, successivamente, con il generale Leopoldo Galtieri. Tale avvicendarsi in breve tempo di ben tre diversi generali al vertice del governo argentino testimonia della gravità della crisi economica e politica e spiega la necessità da parte della giunta di riguadagnare credito presso le masse, soprattutto quelle più nazionaliste, anche attraverso la decisione di recuperare le isole. Un antecedente a questo comportamento militarista argentino è il Conflitto del Beagle col Cile nel 1978, che fu scongiurato anche grazie a una mediazione all'ultimo momento di papa Giovanni Paolo II.
La decisione di annettere al Paese sudamericano l'arcipelago prospiciente le proprie coste può dirsi basata sui seguenti presupposti politici e militari:
- Le Nazioni Unite avevano aderito alla dottrina delle "guerre giuste" attraverso l'approvazione di diverse risoluzioni: 2131 (1965), 2326 (1967), 2908 (1972)[17], 3281 (1974) e 3314 (1974), che riconoscevano ufficialmente la legittimità delle guerre di liberazione e di autodeterminazione. La menzione del recupero delle isole attraverso la forza era già stata presente nel discorso diplomatico bilaterale del 1972.
- L'inazione da parte del governo di Londra dopo l'occupazione argentina delle Isole Thule Meridionali (disabitate, ma sotto sovranità britannica) nel novembre 1976. L'allora Primo Ministro, James Callaghan, riferirà alla House of Commons di aver espresso parere negativo riguardo l'opzione di riconquistare le isole (occupate da una cinquantina di militari e tecnici argentini) con la forza.[18]
- Il terzomondismo aveva reso non solo storicamente superato il colonialismo, ma anche culturalmente sulla difensiva[19] i valori occidentali: i Paesi di destra autoritaria mostravano sentimenti antiamericani e la ritirata globale degli USA di Carter (simboleggiata dal fallito tentativo di liberare gli ostaggi dell'ambasciata di Teheran) solo dopo sarebbe stata sostituita dall'interventismo di Reagan (a partire dal raid aereo nel golfo della Sirte).

Tra il 1981 e il 1982, varie azioni del governo britannico furono interpretate dalla giunta militare come segnali di disinteresse per l'arcipelago e verso i suoi abitanti:
- Il taglio di una parte consistente delle forze armate, più o meno direttamente poste a protezione delle isole, fu un evento di propaganda enfatizzato dalla stampa argentina, controllata dal regime, che contribuì a diffondere la convinzione che gli inglesi si preparassero a ridurre la presenza nell'arcipelago.

I britannici infatti avevano deciso di fare a meno delle loro due portaerei (HMS Hermes e HMS Invincible), delle loro due navi da sbarco anfibio (HMS Fearless e HMS Intrepid) e della nave pattuglia HMS Endurance, chiamata dagli isolani il "guardiano delle isole Falkland" (il 5 febbraio 1982 la Marina australiana annunciò, dopo mesi di trattative, di aver accettato la proposta di vendita del Regno Unito della Invincible al costo di 175 milioni di sterline, per sostituire la HMAS Melbourne; la notizia fu confermata anche dal Ministro della Difesa inglese; ovviamente le azioni del Ministero della Difesa inglese avevano giustificazione esclusivamente economica).
- La nuova legge britannica sulla nazionalità approvata nel 1981, la quale faceva degli isolani cittadini autonomi, con diritto di voto autonomo nell'ambito del Commonwealth, ma non verso la madrepatria[10].

Vi erano anche altri motivi di opportunità politica che furono considerati incoraggianti da parte del governo argentino:
1. Il governo argentino riteneva che il Trattato Interamericano di Assistenza Reciproca stretto con gli USA avrebbe garantito la neutralità di questi ultimi in caso di conflitto. Tale condizione era possibile, però, solo se l'Argentina non fosse stata in veste di aggressore e occupante: essendo, invece, l'Argentina Paese aggressore e occupante, gli USA, pur non partecipando al conflitto, diedero, in accordo coi trattati in essere con il Regno Unito, un fondamentale supporto logistico a quest'ultima[20].
2. Si stavano portando avanti azioni economiche argentine per aumentare l'influenza argentina nelle isole; la pista d'atterraggio dell'aeroporto di Port Stanley era stata costruita da aziende argentine, mentre la compagnia petrolifera YPF era la fornitrice di benzina nell'isola; la YPF era all'epoca di proprietà dello stato[21], che si avvarrà delle sue risorse anche per le operazioni militari. Tali azioni economiche non implicavano però la rinuncia in alcun modo della sovranità britannica.
3. Lo scenario probabilmente atteso dagli argentini, in seguito alla loro occupazione, era quello dell'instaurarsi di una serie di mediazioni, discussioni e trattative in sede internazionale che avrebbero visto la posizione argentina favorita per la posizione ottenuta, e, con lo spazio di tempo per discutere, tale posizione sarebbe stata destinata a consolidarsi ulteriormente.
4. Si sottovalutava l'interesse britannico verso le isole e non era ritenuto possibile un contrattacco rapido a così grande distanza.

### Fine delle vie diplomatiche
Dopo la rottura delle relazioni diplomatiche formali tra il Regno Unito e l'Argentina, il Perù passò a rappresentare l'Argentina presso il Regno Unito, mentre la Svizzera assunse simile ruolo a favore del Regno Unito presso l'Argentina. In tal modo, i diplomatici argentini a Londra vennero indicati come diplomatici peruviani di nazionalità argentina, mentre i diplomatici britannici a Buenos Aires vennero indicati come diplomatici svizzeri di nazionalità inglese. L'allora Segretario generale delle Nazioni Unite, Javier Pérez de Cuéllar, annunciò che i suoi sforzi in favore della pace erano risultati vani. Nonostante che il Perù e la Svizzera avessero fatto una grande pressione diplomatica per evitare la guerra, non furono in grado di impedire il conflitto e un piano di pace proposto dal presidente peruviano Fernando Belaúnde Terry fu rigettato da entrambe le parti.
La tensione col Regno Unito crebbe verso un punto di non ritorno a partire da quando, il 19 marzo, quaranta argentini, apparentemente lavoratori civili di una società di pesca, sbarcarono dalla nave ARA Bahia Buen Suceso sulla dipendenza britannica della Georgia del Sud e piantarono la bandiera argentina, un'azione che provocò le immediate e violente proteste britanniche.
Il 2 aprile Galtieri ordinò l'invasione delle Malvine.

## L'invasione argentina: Operazione Rosario
L'Operazione Rosario prevedeva una serie di azioni d'intensità crescente volte ad affermare la sovranità e il pieno controllo argentino sulle isole Malvine, la Georgia del Sud e le isole Sandwich meridionali. Le azioni si sarebbero dovute svolgere da est a ovest e da minore a maggiore importanza politica, culminando con il recupero dell'arcipelago delle isole Falkland/Malvine e della sua capitale, in spagnolo Puerto Argentino. Il governo argentino riuscì a tenere segreto il piano fino a 48 ore prima dell'inizio delle operazioni. Si può dire che l'operazione ebbe pieno successo, poiché vi fu un'unica vittima e 5 feriti, e le Malvine furono conquistate in poco più di 11 ore. Diversamente andò per le isole Sandwich, le quali resistettero fino all'ultimo, ma anch'esse capitolarono il 3 aprile.

### Le forze in campo
Argentina

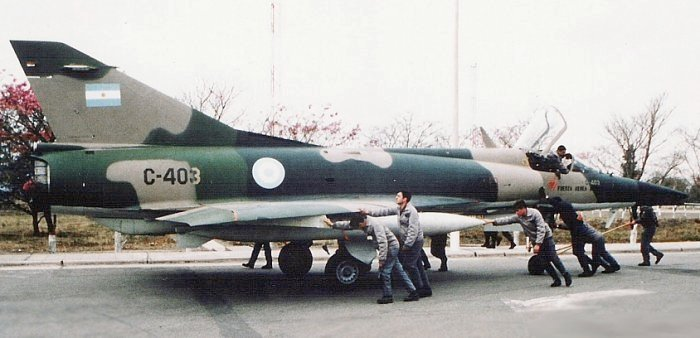
Un IAI Dagger con le insegne della FAA

Sia l'aviazione (Fuerza Aérea Argentina, FAA) sia l'aeronautica della flotta argentina avevano a disposizione un gran numero di aerei e armi moderne, come caccia Mirage III in varie versioni e IAI Dagger (copie israeliane non autorizzate, prodotte dalla IAI, del Mirage III), cacciabombardieri Mirage 5 e vecchi, ma ancora efficienti, cacciabombardieri Douglas A-4 Skyhawk. Inoltre la FAA disponeva dei FMA IA-58 Pucará, bimotori di produzione nazionale che potevano decollare anche da piste improvvisate, elemento importante per le operazioni sulle Falkland, in quanto uno solo degli aeroporti sulle isole, quello di Port Stanley, disponeva di una pista in cemento. L'Argentina disponeva anche di alcuni bombardieri English Electric Canberra, antiquati ma ancora operativi, e di caccia tattici italiani Aermacchi MB-339.
La FAA era però prevalentemente addestrata a una eventuale guerra contro il Cile o contro la guerriglia (quindi combattimenti a breve distanza contro obiettivi a terra), ma non a operazioni a lunga distanza contro navi da guerra. Infatti la FAA aveva a disposizione per il rifornimento in volo solo due Lockheed C-130 modificati, il cui utilizzo era da dividersi con la marina militare. Gli stessi Mirage non erano stati approntati per il combattimento aereo. Le batterie antiaeree erano antiquate e mancavano moderni aerei da pattugliamento marittimo, il cui ruolo era svolto dai Lockheed PV-2 Neptune.
La marina militare disponeva di 14 Dassault Super Étendard (solo 7 dei quali operativi), caccia multiruolo con capacità di rifornimento in volo, e di una portaerei, la ARA Veinticinco de Mayo (V-2), con motori e catapulte in pessimo stato di fabbricazione britannica, la ex HMS Venerable, della classe Colossus, poi in forza alla marina reale olandese come HNLMS Karel Doorman (R81), risalente alla seconda guerra mondiale e in condizioni non ottimali. I Super Étendard erano dotati del temibile missile Exocet, fornito dalla Francia sia nella versione aviolanciata sia in versione navale; della prima versione, però, era stato fornito un numero limitato di 5 esemplari e altri erano attesi a breve, ma lo scoppio delle ostilità e il conseguente embargo dell'ONU bloccheranno il prosieguo della fornitura. Né la marina, né l'aeronautica, prima e dopo gli sbarchi, si preoccuparono di minare lo stretto braccio di mare che divide in due l'arcipelago (cosa che avrebbe ridotto quasi di un terzo le zone costiere scoperte); furono minati solo gli approcci più ovvi ai punti di sbarco nelle baie principali dell'isola occidentale.
Un altro importante difetto dello schieramento militare argentino nelle isole fu dovuto alla sottovalutazione iniziale del nemico (fino all'arrivo della task force britannica, secondo alcune fonti, le forze di occupazione furono poco consistenti e si dovette improvvisare il rifornimento per via aerea, privandole così di buona parte dell'artiglieria e dell'armamento pesante). In particolare, grazie all'alleanza informale che il Cile e la Gran Bretagna seppero conservare durante il conflitto, l'Argentina (impegnata in un continuo confronto con il Cile per la disputa sul canale di Beagle) fu costretta a mantenere sul confine cileno la IX e l'XI brigata di fanteria meccanizzata (entrambe specializzate a combattere nei climi freddi della Patagonia), oltre alla VI e all'VIII brigata di fanteria di montagna e alla IV brigata paracadutisti.
Le truppe inviate sulle isole provenivano dalla III e dalla X brigata di fanteria, unità che in tempo di pace controllavano il confine con l'Uruguay e il Paraguay ed erano poco avvezze al combattimento in ambiente artico (anche se non completamente impreparate). Furono trasportate dalla parte subtropicale del paese alle isole, dove trovarono una struttura logistica molto elementare, pochissime posizioni difensive preparate, scarsi viveri ed un equipaggiamento appena sufficiente, frutto di un'improvvisazione che non contemplava una massiccia risposta britannica. Furono loro affiancati alcuni reparti delle truppe speciali e un battaglione ben addestrato di fanti di marina. 
Avendoli trasportati per lo più per via aerea, mentre già le forze britanniche incombevano, mancavano dell'eccellente artiglieria pesante (solo 4 pezzi da 155 mm L 33 CITEFA furono dislocati sulle isole, ma affiancati da varie batterie da 105 mm) e dei mezzi corazzati; erano però dislocati a Port Stanley dei blindati di tipo Panhard AML con cannoni da 90 mm. 
Il morale delle truppe di occupazione, dopo quelle della prima ondata, fu sempre piuttosto basso, nonostante anche gli oppositori della dittatura fossero a favore dell'invasione. Soprattutto era scarsa la quantità di viveri, che venivano anche distribuiti male, il rapporto tra gli ufficiali e i soldati (che si conoscevano da pochi mesi) era impari e puntato su una disciplina formale e autoritaria invece che autorevole e vi furono persino casi (almeno a sentire le denunce post conflitto) di soldati picchiati, torturati e puniti in maniera inusuale e crudele per piccole mancanze. Inoltre le truppe utilizzate nel conflitto erano di leva; questo all'epoca fu anche preso a pretesto per rimarcare la superiorità del professionale esercito britannico su un esercito di coscritti, ma in realtà il problema si pose anche in questo caso per un grave errore di pianificazione: le truppe inviate erano quelle disponibili, ovvero quelle della leva del 1963 (SC 63), che avevano avuto solo 3-4 mesi di addestramento prima di essere inviate in guerra; i più esperti soldati della leva del 1962 (SC 62) erano stati congedati a gennaio e furono richiamati quando era ormai troppo tardi. Se il governo argentino avesse trattenuto in servizio la leva del '62 (con già 12 mesi di addestramento alle spalle), o avesse richiamato questi riservisti il primo giorno di guerra, avrebbe potuto impiegarli nelle isole, senza indebolire le difese con il Cile tenute impiegando la leva del '63 (o anche altre, visto che erano mobilitabili con basso preavviso le classi di leva tra il 1959 e il 1962).
A ciò si aggiunga che le tre forze armate argentine, che governavano il paese con una dittatura militare, erano in quel momento in preda a contrasti e rivalità molto forti, che durarono per tutto il conflitto e impedirono il coordinamento dell'invasione, tanto che l'aviazione fu informata che le Falkland sarebbero state invase quando ormai era troppo tardi per tornare indietro; senza aver avuto il tempo necessario per prepararsi, fu proprio l'aviazione a sostenere il peso maggiore dei combattimenti. Inoltre dopo la conquista delle isole, la guarnigione vi fu tenuta più come "deterrenza" che come forza da combattimento, non si volle credere ai piani di invasione britannici, né si vollero migliorare le piste di atterraggio, costruire bunker e difese fisse, far giungere via mare importanti rifornimenti, mezzi pesanti, ruspe, materiali. 
Infine, anche la posizione degli Stati Uniti non era stata compresa: la nuova amministrazione USA era meno mal disposta verso la giunta argentina rispetto all'amministrazione Carter (che aveva messo un embargo sulle forniture militari, cosa che rese moltissime apparecchiature militari argentine prive dei necessari pezzi di ricambio non appena il conflitto cominciò), ma non aveva né normalizzato i rapporti, né aveva intenzione (dopo alcune tensioni interne, va detto) di mantenere la dottrina Monroe di appoggio agli alleati sud-americani contro gli europei.

Regno Unito

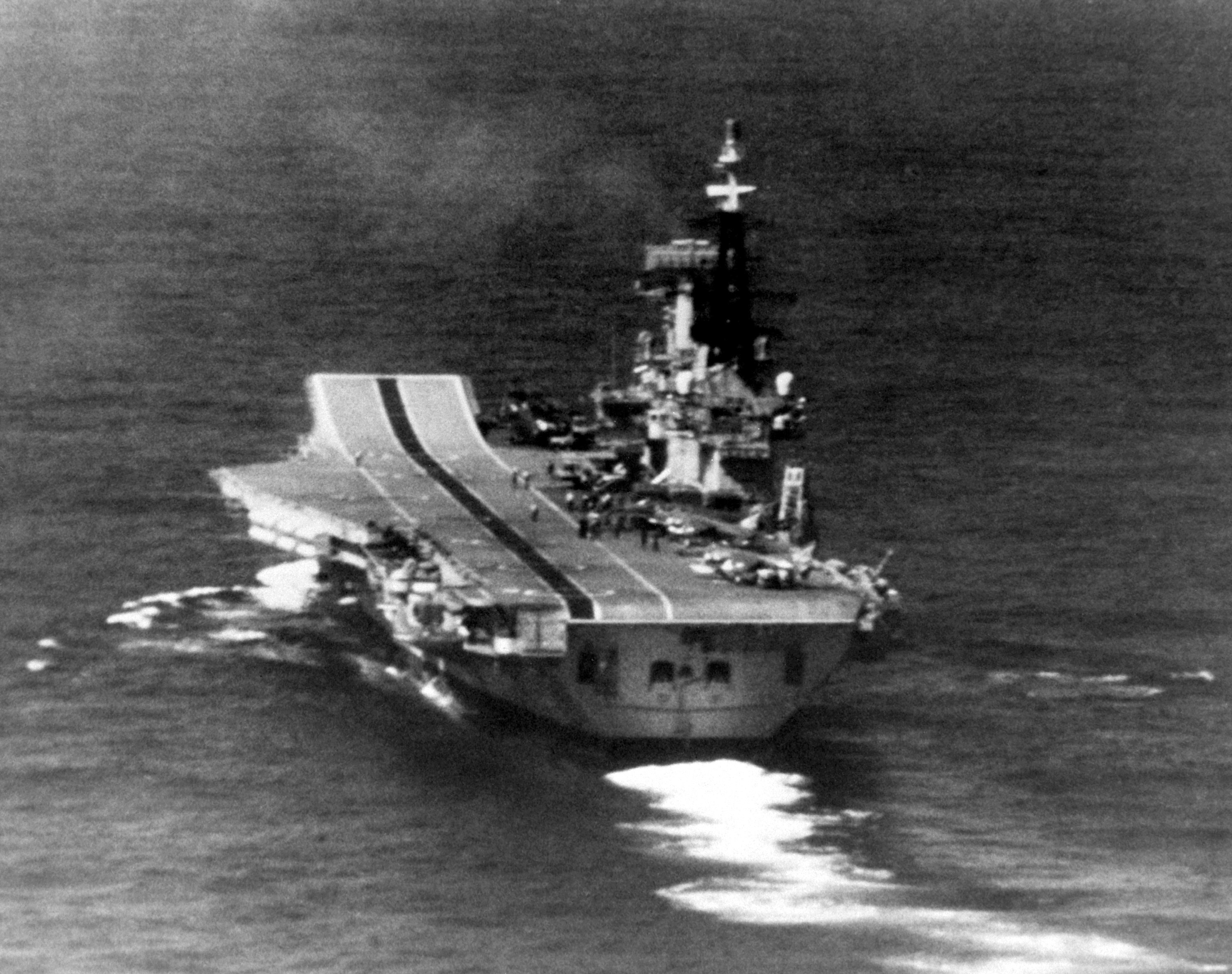
La portaerei Hermes (R-12) nel marzo 1982

La Royal Navy al momento dello scoppio delle ostilità non era attrezzata per esercitare uno sforzo così grande a una tale distanza. Infatti essa era preparata più che altro a uno scenario da "terza guerra mondiale", con operazioni all'interno di strutture NATO, il cui compito principale era combattere i sommergibili della flotta nord dell'Unione Sovietica. Siccome un attacco aereo sovietico sul Nord Atlantico era considerato improbabile, le navi britanniche disponevano di una capacità antiaerea limitata; il supporto aereo sarebbe stato dato dalle basi a terra o da portaerei americane. Seguendo questa dottrina, negli anni settanta vennero rottamate le grandi ma costose portaerei Eagle e Ark Royal, in grado di ospitare aerei di tipo convenzionale. Stessa fine fece nel 1980 la piccola portaerei Bulwark e nel 1982 avrebbe dovuto essere radiata anche la Hermes, in vista della sua cessione all'India; la relativamente nuova Invincible era invece stata promessa all'Australia.
La componente aerea imbarcata, invece, era composta dai BAe Sea Harrier FRS.Mk.1, versione navalizzata dello Harrier GR.Mk.3, l'innovativo jet STOVL mai provato in operazioni belliche. Anche la componente anfibia era in procinto di essere smantellata con la cessione delle navi da assalto anfibio Fearless e Intrepid, delle quali comunque solo la prima era in stato di prontezza operativa, mentre la Intrepid raggiunse la flotta in un secondo tempo. A operazioni iniziate, arrivarono anche diversi Harrier Gr.Mk.3, che vennero assegnati a compiti di attacco al posto dei Sea Harrier, più utili per la difesa aerea. Inoltre vi era una numerosa flotta di unità di scorta composta da fregate Type 21 e Type12M/I, dalle più recenti Type 22 e dai cacciatorpediniere Type 42, nonché dai sommergibili nucleari delle classi Churchill e Swiftsure, coadiuvata da un consistente numero di navi appoggio tra petroliere, navi da sbarco e traghetti civili, rifornitori e altre tipologie. In realtà la squadra si riunì soltanto in prossimità della zona di operazioni, in quanto il primo nucleo, presente ad Ascension il 16 aprile, era formato dalle portaerei e da varie unità di scorta presenti a Gibilterra per l'esercitazione Springtrain 1982. Infine, gli inglesi potevano contare su una consistente flotta di aerocisterne e di vecchi bombardieri della serie V, gli Avro Vulcan, oltre che su un esercito professionista con varie unità di élite, dai Royal Marines ai paracadutisti, agli incursori del SAS e ai Gurkha.

### Lo sbarco argentino sulle Malvine
| Argentina | Argentina | Regno Unito | Regno Unito |
| --------- | --- | ----------- | --- |
|           | Forze dell'operazione Rosario (comandante: ammiraglio Juan Lombardo) - Cacciatorpediniere lanciamissili ARA Hércules (D-1) della classe Type 42 (4100 t) con 4 lanciamissili singoli MM-38 Exocet antinave, 1 lanciamissili binato antiaereo Sea Dart, 1 cannone da 114 mm, 2 cannoni da 20 mm antiaerei, 2 lanciasiluri tripli da 324 mm e 1 elicottero Westland Sea Lynx (1977). - Cacciatorpediniere lanciamissili ARA Santísima Trinidad (D-2) (4100 t) con 4 lanciamissili singoli MM-38 Exocet antinave, 1 lanciamissili binato antiaereo Sea Dart, 1 cannone da 114 mm, 2 cannoni antiaerei da 20 mm, 2 lanciasiluri tripli da 324 mm e 1 elicottero Westland Sea Lynx (1981). - Corvetta lanciamissili ARA Drummond (P-1) della classe A69 (attuale P-31) (1250 t) con 4 lanciamissili singoli MM-38 Exocet antinave, 1 cannone da 100 mm + 1 cannone binato da 40 mm (1978). - Corvetta lanciamissili ARA Granville (P-3) (attuale P-33) (1250 t) con 4 lanciamissili singoli MM-38 Exocet antinave, 1 cannone da 100 mm + 1 cannone binato da 40 mm (1981). - Sottomarino ARA Santa Fe (S-21) (1526 t) (Classe Balao ex-USS Catfish SS 339) con 10 tubi lanciasiluri da 254 e 533 mm (1944, modernizzato nel 1960). - Rompighiaccio ARA Almirante Irízar (Q-5) (14900 t) con 2 elicotteri medi Sikorsky SH3 Sea King (1978). - Nave da trasporto ARA Isla de los Estados (B-18) (3100 t, 1951). - Nave per lo sbarco di carri armati LST ARA Cabo San Antonio (Q-42) (8000 t, 1977). - 84 commando anfibi e fanti di marina. - 1º e 2º Battaglione di fanteria di marina blindato (con veicoli anfibi LVTP-7 e LARC-5). |             | Forze di difesa delle isole (comandante: governatore Rex Hunt) - Pattugliatore costiero civile Forrest. - 68 fanti di marina (Unità 8901) di terra (22 erano stati distaccati sulla HMS Endurance per intervenire nella Georgia del Sud). - 11 membri della Royal Navy. - 25 membri della Falkland Island Defence Force ("Forza di difesa delle isole Falkland" o FIDF, già in passato Falkland Islands Volunteers). |

Il governo inglese avvisò Rex Masterman Hunt, l'allora governatore delle isole Falkland, di una possibile invasione da parte dell'Argentina il 31 marzo. Hunt organizzò quindi una difesa e diede il comando militare al maggiore Mike Norman, che riuscì a radunare una piccola forza di Marines.
Alle ore 21 del 1º aprile 1982, 84 membri di un commando della Armada Argentina, guidati dal capitano di corvetta Guillermo Sánchez-Sabarots, lasciarono il cacciatorpediniere ARA Santísima Trinidad (D-2), sbarcando a Mullet Creek verso le 23:00. A quella stessa ora il sottomarino ARA Santa Fe (S-21) andò in superficie e sbarcò altri dieci incursori per disporre radiofari di navigazione e occupare il faro San Felipe (Pembroke). All'emergere del Santa Fe, i radar del battello costiero britannico Forrest diedero l'allarme, cominciando così le ostilità.
All'1:30 del 2 aprile, gli uomini di Sánchez-Sabarots si divisero in due gruppi. Il primo, comandato dallo stesso Sánchez, si diresse verso la caserma della fanteria di marina britannica a Moody Brook. Il secondo, al comando del capitano di corvetta Pedro Giachino, avanzò verso Puerto Argentino/Port Stanley con l'obiettivo di occupare la residenza del governatore e catturarlo.

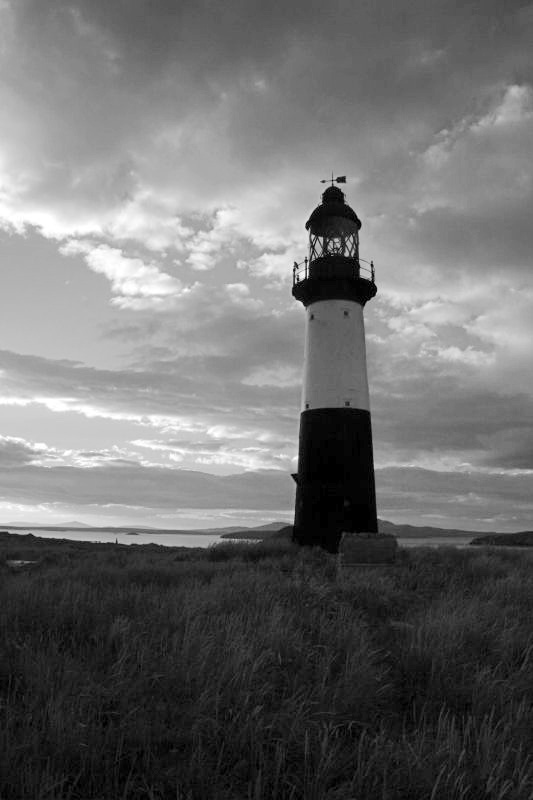
Il faro Pembroke / San Felipe

I britannici, avvisati per tempo, avevano già evacuato le caserme e il governatorato, disponendosi in posizioni più difendibili. Alle 05:45 il gruppo comandato da Sánchez-Sabarots aprì il fuoco sui capannoni dove pensavano vi fossero i militari britannici, scoprendo però che questi erano vuoti; gli argentini si resero conto di essere vulnerabili a un possibile attacco nemico e decisero quindi di andare direttamente verso la residenza del governatore con l'intenzione di attaccarla dalla porta posteriore. La cosa che non sapevano è che tre Marine vi si erano trincerati. Durante il blitz caddero feriti tre militari argentini, tra cui lo stesso Pedro Giachino, che morì poco dopo e a cui venne conferita successivamente la "Croce all'eroico valore in combattimento". Il resto della squadra ripiegò, mantenendo però una forte pressione attraverso l'uso di granate flash-bang e continui cambi di posizione, che fecero credere ai britannici di essere di fronte a forze di molto superiori rispetto a quelle reali. Ciò risultò decisivo per la loro resa.
Alle 6:20, dall'ARA Cabo San Antonio (Q-42) sbarcò la compagnia E con veicoli anfibi LVTP-7 e LARC-5 del 2º battaglione fanteria di Marina; orientandosi con i radiofari che erano stati collocati dagli incursori sbarcati dall'ARA Santa Fe (S-21), raggiunsero l'aeroporto, al comando del comandante Santillans. Poco dopo sbarcò anche la compagnia D? che occupò il faro senza trovare resistenza. Durante l'avanzata la compagnia E venne per la prima volta attaccata dalla fanteria britannica, che riuscì a danneggiare un blindato LVTP-7 senza però ferire l'equipaggio. Informato degli scontri, il responsabile dello sbarco, il contrammiraglio Busser, decise di aviotrasportare sulla costa il primo battaglione di fanteria di marina armato di lanciarazzi da 105 mm.
Alle ore 8:30 il governatore Hunt e il maggiore Norman discussero sulla possibilità di disperdersi all'interno dell'isola per cominciare una guerriglia, ma, credendosi circondati, decisero di arrendersi e fecero portare il vice commodoro Héctor Gilobert, un infiltrato argentino residente nelle isole, in realtà facente parte dei servizi di informazione della FAA, per fare da intermediario. Un'ora dopo il governatore Hunt offrì la resa al contrammiraglio Busser; un aereo militare avrebbe portato quello stesso giorno il governatore a Montevideo, da dove si sarebbe imbarcato per Londra.

### La vita sotto l'occupazione

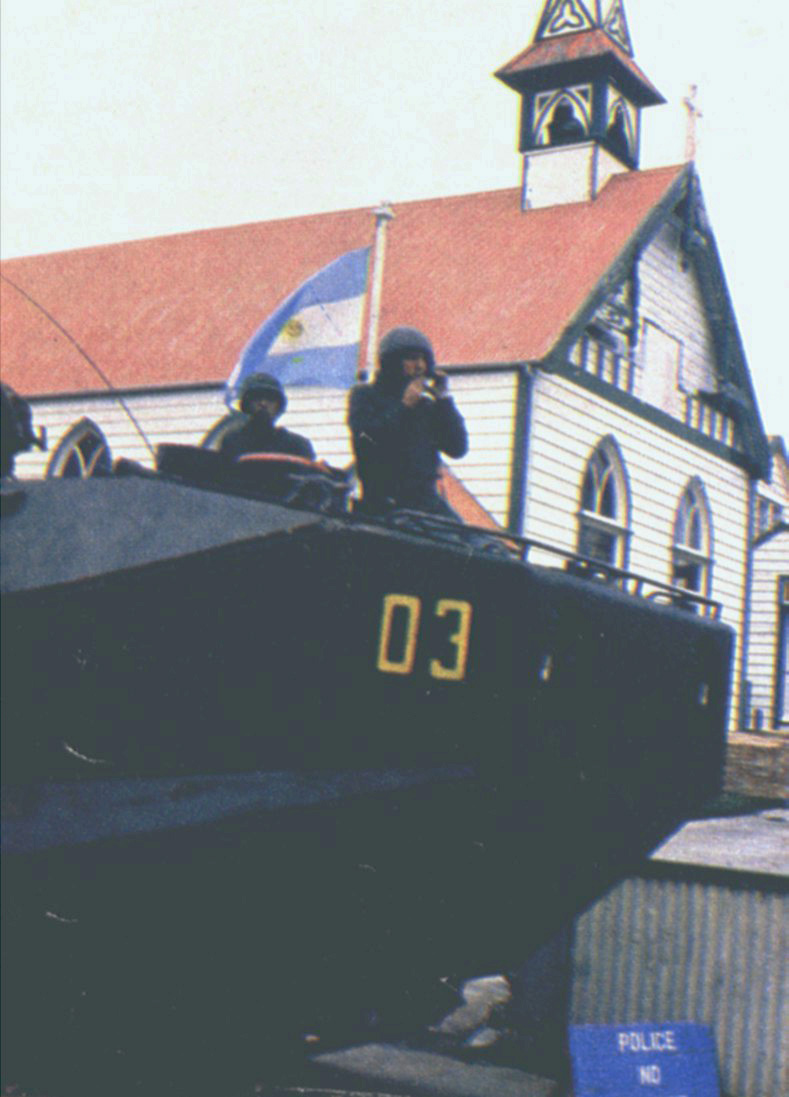
Un LVT argentino di tipo LVTP-7 pattuglia le strade di Port Stanley durante l'occupazione

L'Argentina incominciò a fare alcuni cambiamenti significativi alla cultura delle isole Falkland, nonostante avesse in principio assicurato che il modo di vita e l'identità culturale degli isolani sarebbe stata rispettata. L'Argentina cambiò il nome di Port Stanley in Puerto Argentino, rese lo spagnolo la lingua ufficiale delle isole e ordinò che si guidasse sul lato destro della strada, dipingendo frecce sulle strade indicanti la direzione del traffico e cambiando la posizione dei segnali stradali. Un ufficiale argentino, il capitano Barry Melbourne Hussey, cui era stato assegnato un incarico amministrativo che lo ponesse a dialogare con gli isolani, ne fece una questione di sicurezza, ponendo la cosa in questi termini: «Preferireste che i nostri coscritti diciottenni con i loro grossi camion provassero a guidare a sinistra, o che voi con i vostri piccoli veicoli cambiaste a destra?». Nonostante le frecce, gli isolani spesso continuarono a guidare sulla sinistra, dimostrando la propria determinazione a rimanere britannici.

## La riconquista britannica: Operazione Corporate

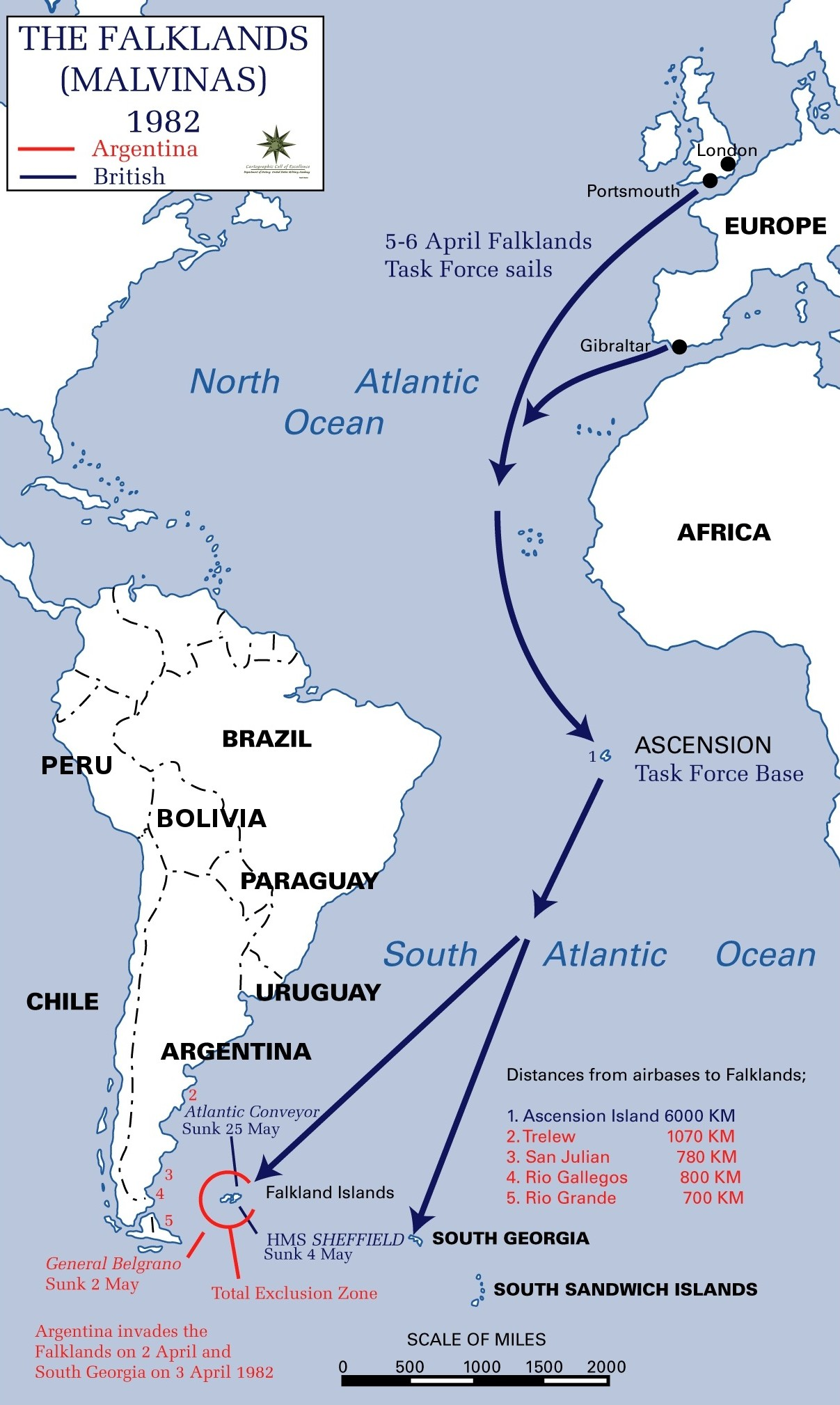
Mappa che illustra le distanze, le basi e i movimenti della flotta britannica

A fronte dell'opinione pubblica nel Regno Unito, che sosteneva in buona parte l'intenzione del proprio governo di riprendere il controllo delle isole, l'opinione internazionale era piuttosto divisa. Per alcuni, il Regno Unito si presentava come un'ex potenza coloniale, che cercava di mantenere una colonia distante sottraendola a un potere locale: questo era per altro il messaggio suggerito dagli argentini sin dall'inizio. Altri sostenevano che il Regno Unito fosse una democrazia stabile, che aveva subito un attacco da una dittatura militare. La diplomazia inglese suggeriva che gli isolani delle Falkland avevano il diritto di usare il principio di autodeterminazione ed esibiva un'apparente buona volontà verso il compromesso, al punto che il segretario generale delle Nazioni Unite si disse stupito dell'apertura del Regno Unito. L'Argentina però rifiutò l'approccio britannico, basando i propri argomenti sul diritto al territorio sviluppato prima del 1945 e la creazione dell'ONU. Molti membri dell'ONU si resero conto che, se pretese territoriali così vecchie potevano risorgere, e delle invasioni di terre potevano essere permesse senza reagire, allora neanche i propri confini sarebbero stati al sicuro. Così il 3 aprile il Consiglio di Sicurezza dell'ONU passò la risoluzione 502, chiedendo il ritiro delle truppe argentine dalle isole e la cessazione delle ostilità.
Il 10 aprile la Comunità economica europea approvò sanzioni economiche contro l'Argentina. Tali sanzioni, della durata di un mese, furono successivamente approvate con l'esclusione di due paesi membri su 10, che, pur non sostenendo l'Argentina, preferirono non aderire alle sanzioni. L'Italia non aderì per evidenti motivi di legami culturali dovuti alla massiccia presenza di cittadini italiani o discendenti di italiani tra la popolazione argentina, e l'Irlanda per via del diffuso sentimento anti-britannico relativo anche alla questione dell'Ulster (considerato allora come territorio irlandese occupato dai britannici).
Il presidente Ronald Reagan e l'amministrazione degli Stati Uniti non emisero condanne diplomatiche, ma fornirono sostegno di spionaggio ai militari britannici.
A questo punto la decisione venne presa, le Falkland sarebbero state riprese con la forza. Non poco contribuì a questa decisione il parere di Sir Henry Leach, all'epoca Primo Lord del Mare e Capo di Stato Maggiore della Royal Navy, che, su un'esplicita richiesta del Primo Ministro riguardo alla possibilità di riprendersi le isole, disse: «Sì, possiamo riprendercele», aggiungendo poi: «E dobbiamo». Alla richiesta di spiegazioni della Thatcher egli rispose: «Perché se non lo facciamo, in pochi mesi vivremo in un paese diverso la cui parola non conterà niente». I britannici chiamarono la contro-invasione Operation Corporate. Quando la task force lasciò la Gran Bretagna, il giornale americano Newsweek scrisse in copertina The Empire Strikes Back! ("L'impero colpisce ancora!") utilizzando il titolo del celebre e omonimo film.
Nonostante tutto, l'ONU reiterava la richiesta di una soluzione pacifica con la risoluzione 505 del 26 maggio 1982.

### Le forze in campo a disposizione
Nell'elenco sotto specificato alcune delle navi inglesi di appoggio sono indicate genericamente raggruppandole per tipologia di appartenenza e consistenza numerica; è il caso del naviglio civile requisito per l'occasione e delle cisterne e rifornitori di squadra.
| Argentina | Argentina | Regno Unito | Regno Unito |
| --------- | --- | ----------- | --- |
|           | Forze complessive impegnate nella difesa delle isole (comandante sulle isole: brigadier generale Mario Benjamín Menéndez) - Portaerei Veinticinco de Mayo della classe Colossus, con gruppo aereo imbarcato composto da A-4 Skyhawk e Breguet Super Etendard - Cacciatorpediniere lanciamissili ARA Hércules (D-1) della classe Type 42 (4100 t) con 4 lanciamissili singoli MM-38 Exocet antinave, 1 lanciamissili binato antiaereo Sea Dart, 1 cannone da 114 mm, 2 cannoni antiaerei da 20 mm, 2 lanciasiluri tripli da 324 mm e 1 elicottero Westland Sea Lynx (1977). - Cacciatorpediniere lanciamissili ARA Santísima Trinidad (D-2) (4100 t) con 4 lanciamissili singoli MM-38 Exocet antinave, 1 lanciamissili binato antiaereo Sea Dart, 1 cannone da 114 mm, 2 cannoni da 20 mm antiaerei, 2 lanciasiluri tripli da 324 mm e 1 elicottero Westland Sea Lynx (1981). - 1 incrociatore della classe Brooklyn (ARA Manuel Belgrano), con 12 cannoni da 152mm. - 2 cacciatorpediniere classe Allen M. Sumner (ARA Piedra Buena (D-29) e Bouchard (D-26)) - Rimorchiatore ARA Alferez Sobral della classe Sotomoyo - Sottomarino ARA Santa Fe (S-21) (1526 t) (Classe Balao ex-USS Catfish SS 339) con 10 tubi lanciasiluri da 254 e 533 mm (1944, modernizzato nel 1960). - 1º e 2º Battaglione di fanteria di marina blindato (con veicoli anfibi LVTP-7 e LARC-5). - 10ª brigata di fanteria dell'Ejercito Argentino - 601º battaglione elicotteri dell'Aviazione dell'Ejercito Argentino - C-130 Hercules, Mirage IIIC, FMA Pucará, Aermacchi MB339A e IAI Dagger della Fuerza Aerea Argentina |             | Forze dell'operazione Corporate (comandante Task Group 317.8 (squadra da battaglia): contrammiraglio John Woodward (HMS Hermes); comandante Task Group 317.0 (gruppo anfibio): commodoro Clapp (HMS Fearless); comandante squadra di rifornimento: commodoro S.C. Dunlop; comandante forze di terra: generale dei Royal Marines, Jeremy Moore) - Portaerei Hermes (ammiraglia della squadra) con velivoli Sea Harrier ed elicotteri Sea King - Portaerei Invincible con velivoli Sea Harrier ed elicotteri Sea King - 1 cacciatorpediniere della classe Type 82: HMS Bristol (D23) - 5 cacciatorpediniere della classe Type 42: Coventry, Sheffield, Birmingham, Cardiff, Glasgow - 2 cacciatorpediniere della classe County: Glamorgan, Exeter - 2 fregate della classe Type 22: Broadsword e Brilliant - 7 fregate della classe Type 21: Antelope, Active, Ambuscade, Arrow, Alacrity, Ardent, Avenger - 2 fregate della classe Type 12M (Rothesay) : Plymouth e Yarmouth - 4 fregate della classe Type 12I (Leander): Andromeda, Argonaut, Minerva, Penelope - 10 petroliere di squadra - 6 navi logistiche da sbarco (LSL, Landing Ship Logistic): RFA Sir Bedivere (L3004), RFA Sir Galahad (L3005), RFA Sir Geraint (L3027), RFA Sir Lancelot (L3029), RFA Sir Percivale (L3036), RFA Sir Tristram (L3505) - 5 navi rifornimento militari - 1 nave supporto elicotteri: HMS Engadina - 5 sottomarini nucleari delle classi Churchill, HMS Conqueror (S84) e HMS Courageous (S50), Swiftsure, HMS Spartan e HMS Splendid, e Valiant, HMS Valiant (S102) - 1 sommergibile diesel-elettrico della classe Oberon: HMS Onyx - 2 navi da sbarco (LPD, Landing Platform Docks): HMS Fearless e HMS Intrepid - navi RFA Tidespring e RFA Stromness - 6 navi mercantili, tra cui la Atlantic Conveyor, attrezzate in vario modo per il trasporto di elicotteri Chinook e aerei Harrier GR.3 - 9 navi traghetto RORO civili, ta cui il Norland e il Rangatira - 7 navi da carico civili - 15 petroliere - 8 rimorchiatori / navi - Transatlantici Canberra e Queen Elizabeth 2, utilizzati come trasporto truppe - Rompighiaccio Endurance - velivoli Harrier GR.3 (arrivati più tardi a bordo di nave da trasporto per affiancare i Sea Harrier) - bombardieri Avro Vulcan (dall'aeroporto di Ascension) - Brigata anfibia dei Royal Marines con 42° e 45° Commando, rinforzata da 2º e 3º battaglione paracadutisti del The Parachute Regiment - 5ª brigata di fanteria (con i battaglioni Welsh Guard, Scots Guard e Gurka) - elementi del SAS e dello SBS |

### Latask forcebritannica

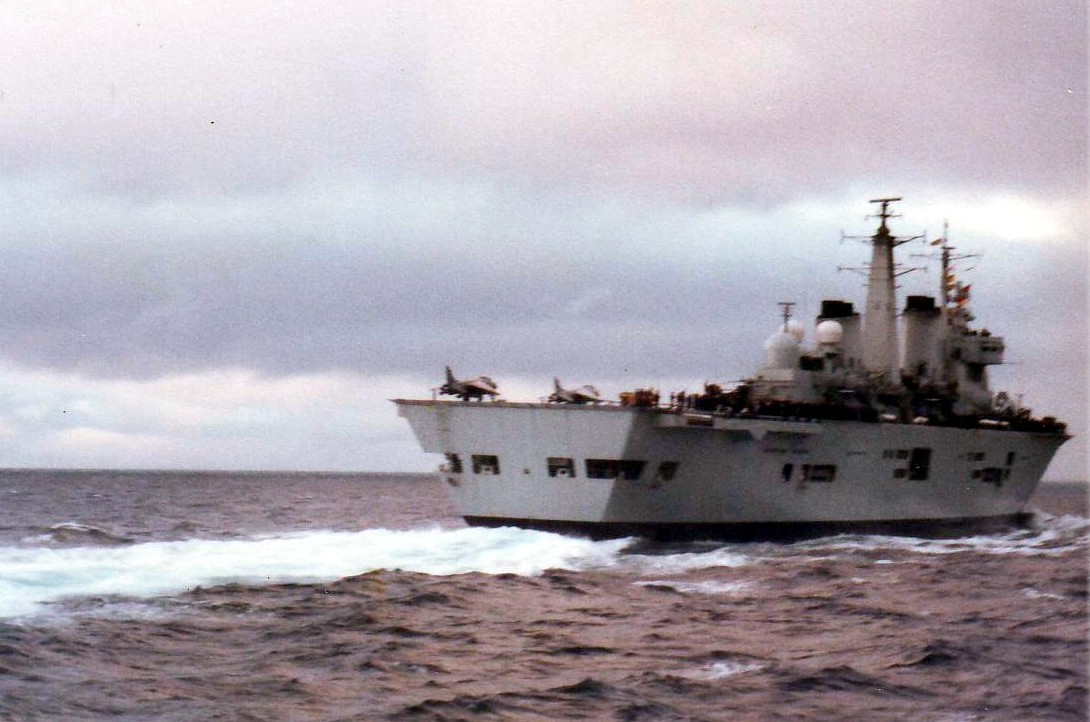
La HMS Invincible, ammiraglia della task force, nella zona di esclusione totale nel 1982; questa foto sarebbe stata scattata dopo il presunto riuscito attacco aereo argentino, a dimostrazione della mancanza di danni sul lato di dritta.

I britannici furono veloci a organizzare una pressione diplomatica contro l'Argentina e a causa della grande distanza tra le Falkland e il Regno Unito, si affidarono a una task force navale, centrata sulle portaerei HMS Hermes e HMS Invincible comandate dall'ammiraglio John "Sandy" Woodward. Questa task force avrebbe dovuto essere autosufficiente e capace di proiettare la propria forza d'attacco lungo l'area litoranea delle isole. A comporla, in aggiunta alle due portaerei, buona parte delle navi da guerra d'altura, dalle fregate Type 12, Type 21 e Type 22, ai cacciatorpediniere Type 42. In particolare le due allora nuovissime fregate Type 22, la Broadsword e la Brilliant ebbero il loro banco di prova operativa, mentre la portaerei HMS Illustrious, appena consegnata, fece le sue prove in mare durante il viaggio per le Falkland raggiungendo la flotta subito dopo la fine delle operazioni.
Un secondo componente fu la spedizione di assalto anfibio, comandata dal commodoro M.C. Clapp RN. Contrariamente a ciò che si potrebbe credere, l'ammiraglio Woodward non comandava la spedizione del commodoro Clapp. Di essa facevano parte, oltre alle navi della marina britannica HMS Fearless e HMS Intrepid, la nave mercantile Atlantic Conveyor con un carico di elicotteri e materiale per piste di atterraggio di fortuna; quest'ultima verrà affondata da missili Exocet argentini. Inoltre seguivano la flotta le navi logistiche da sbarco RFA Sir Tristram e RFA Sir Galahad. La Sir Tristram verrà anch'essa gravemente danneggiata dalle bombe argentine.
Complessivamente furono mobilitate 127 unità maggiori, di cui 43 della Royal Navy (tra cui, oltre alle 2 portaerei, 5 sottomarini a propulsione nucleare, un sottomarino diesel-elettrico, 8 cacciatorpediniere e 15 fregate), 22 della Royal Fleet Auxiliary (10 delle quali petroliere/rifornitori di squadra), e 62 mercantili militarizzati (tra cui 2 navi da crociera, 8 traghetti Ro.Ro, 4 grossi portacontainer, 7 mercantili, 15 petroliere).
Le forze imbarcate comprendevano la 3ª Brigata Commando di Royal Marines (costituita dal 42º e 45º Commando e rinforzata da 2º e 3º Para, dove Para è l'abbreviazione britannica per indicare i battaglioni paracadutisti facenti parte del Parachute Regiment (il reggimento paracadutisti erede delle tradizioni dei red devils che combatterono ad Arnhem) e la 5ª Brigata di Fanteria (costituita da Welsh Guard, Scots Guard e Gurka). Sia Clapp sia Woodward riferivano direttamente al Comandante della Flotta in Capo, l'ammiraglio Sir John Fieldhouse, in Gran Bretagna, che era soprattutto comandante dell'operazione. Per mantenere il naviglio neutrale al di fuori della zona durante la guerra, il Regno Unito dichiarò un'"area di esclusione totale" nel raggio di 200 miglia nautiche (370 km) intorno alle Falkland, prima di dare inizio all'operazione.

### La campagna
Le operazioni belliche durarono dal 19 aprile, data dell'arrivo nell'area del sottomarino HMS Conqueror al 20 giugno, data della resa di Port Stanley. L'arrivo della flotta britannica venne monitorato da un Boeing 707 argentino, che sebbene intercettato da uno Harrier britannico, non venne abbattuto per ragioni diplomatiche, visto che erano ancora in essere trattative tra i due paesi.

### La riconquista della Georgia australe

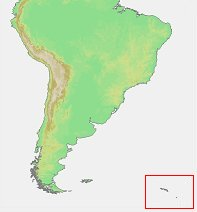
La posizione dell'arcipelago della Georgia Australe, evidenziate nel rettangolo rosso.

I britannici decisero di cominciare la riconquista del possedimento partendo dalle isole della Georgia australe; le considerazioni alla base di questa scelta erano di due tipi: in primo luogo la flotta avrebbe avuto a disposizione una base molto più vicina dell'isola di Ascensione, nonostante fosse distante oltre 1500 km e priva di aeroporto, e in secondo luogo l'impatto sul morale delle due parti sarebbe stato rilevante. L'operazione venne denominata Paraquet (parrocchetto, un tipo di pappagallo), ma le truppe storpiarono il nome in Paraquat (un forte diserbante), ironizzando sul fatto che la loro operazione sarebbe stata letale appunto come il diserbante.
La riconquista cominciò il 21 aprile, dopo che il giorno precedente le isole erano state mappate dal radar di un bombardiere Victor. Elementi del 42º Commando dei Royal Marines, dello SBS e del SAS sbarcarono dalla nave RFA Tidespring, appoggiate da una fregata type 22, la HMS Brilliant, un cacciatorpediniere della classe County, la HMS Antrim, una fregata type 12M, la HMS Plymouth, il rompighiaccio HMS Endurance e dal cacciatorpediniere type 42 HMS Glasgow. Inoltre in area operava il sommergibile della classe Churchill HMS Conqueror. Quando il sommergibile ARA Santa Fe, un vecchio battello diesel-elettrico di costruzione americana della classe Balao, venne rilevato, venne immediatamente attaccato con cariche di profondità e missili AS.12 dagli elicotteri delle navi in zona, tra cui due Westland Wasp decollati dalla HMS Endurance.
Per i gravi danni riportati, venne fatto arenare dall'equipaggio sulla punta King Edward dell'isola Georgia del Sud.
La scarsa guarnigione argentina, sia pure con l'aggiunta dell'equipaggio del Santa Fe, non poteva resistere all'assalto diretto dei commando britannici, appoggiati dai cannoni delle navi in area, e si arrese quando si venne a trovare sotto il fuoco delle truppe che avevano preso terra. In seguito alla resa, venne mandato il seguente messaggio in Gran Bretagna: "Compiacetevi di informare Sua Maestà che la White Ensign (la bandiera della marina da guerra britannica) sventola a fianco della Union Jack nella Georgia del Sud. Dio salvi la Regina. " Il primo ministro Thatcher nel dare la notizia alla stampa, disse: "Semplicemente gioite alla notizia!"

### L'affondamento delGeneral Belgrano

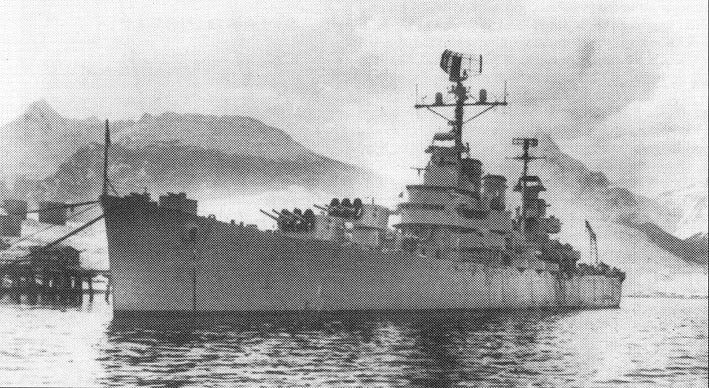
L'incrociatore General Belgrano a Ushuaia qualche giorno prima dell'affondamento

Tra i fatti più clamorosi della campagna, certamente rientra l'affondamento dell'incrociatore argentino ARA General Belgrano, silurato dal sottomarino britannico a propulsione nucleare Conqueror. Il Belgrano aveva lasciato Ushuaia il 26 aprile, come pedina principale del Grupo de Tarea (Task Force) 79.3, e dal 28 aprile venne raggiunto da due cacciatorpediniere lanciamissili armati con missili Exocet e dalla petroliera della YPF Puerto Rosales. Negli ordini operativi, il comando navale argentino aveva eliminato ogni restrizione all'uso di armi contro mezzi considerati nemici; il gruppo si diresse verso la squadra britannica con rotta da sud-ovest, col compito di penetrare nella zona di operazioni (la Zona di Esclusione Totale dichiarata dai britannici) e lanciare un attacco contro le portaerei britanniche e le loro unità di scorta, operando a tenaglia con la portaerei ARA Veinticinco de Mayo (Grupo de Tarea 79.2) che stava giungendo da nord. Per le precarie condizioni della catapulta della Veinticinco de Mayo e lo scarso vento in zona, non vi furono le condizioni per lanciare i suoi cacciabombardieri A-4 Skyhawk con un carico bellico adeguato, e ai due Task Group venne ordinato un temporaneo ripiegamento al di fuori della zona di esclusione. Nel frattempo il Conqueror, che dietro richiesta diretta di Woodward aveva ricevuto il permesso di attacco, lanciò una salva di tre siluri Mk.8 della seconda guerra mondiale; due esplosero alle 16:01 del 2 maggio contro il Belgrano allagando due sale caldaie e facendo saltare un deposito munizioni a prua della torre I; il terzo colpì lo scafo del caccia Hipolito Bouchard senza esplodere; alle 17:00 il Belgrano affondava, con 300 morti durante l'affondamento e altri 23 tra i 793 recuperati alle coordinate 55°24′00″S 61°32′00″W nell'Oceano Atlantico.
Dopo questo episodio, e vista la scarsa capacità ed efficacia antisommergibili delle navi argentine, la Veinticinco de Mayo non partecipò ad alcun'operazione per tutto il prosieguo del conflitto, mentre le sue unità aeree continuarono gli attacchi dalle basi terrestri. Sebbene all'epoca l'affondamento fosse molto controverso, in un'intervista del 2012 l'ammiraglio Woodward dichiarò che, avendo gli inglesi violato i codici della Armada Argentina, avevano la certezza che a brevissimo il Belgrano avrebbe invertito la rotta per attaccare la squadra britannica col favore delle tenebre, fatto non rivelabile all'epoca.

### Le missioniBlack Buck

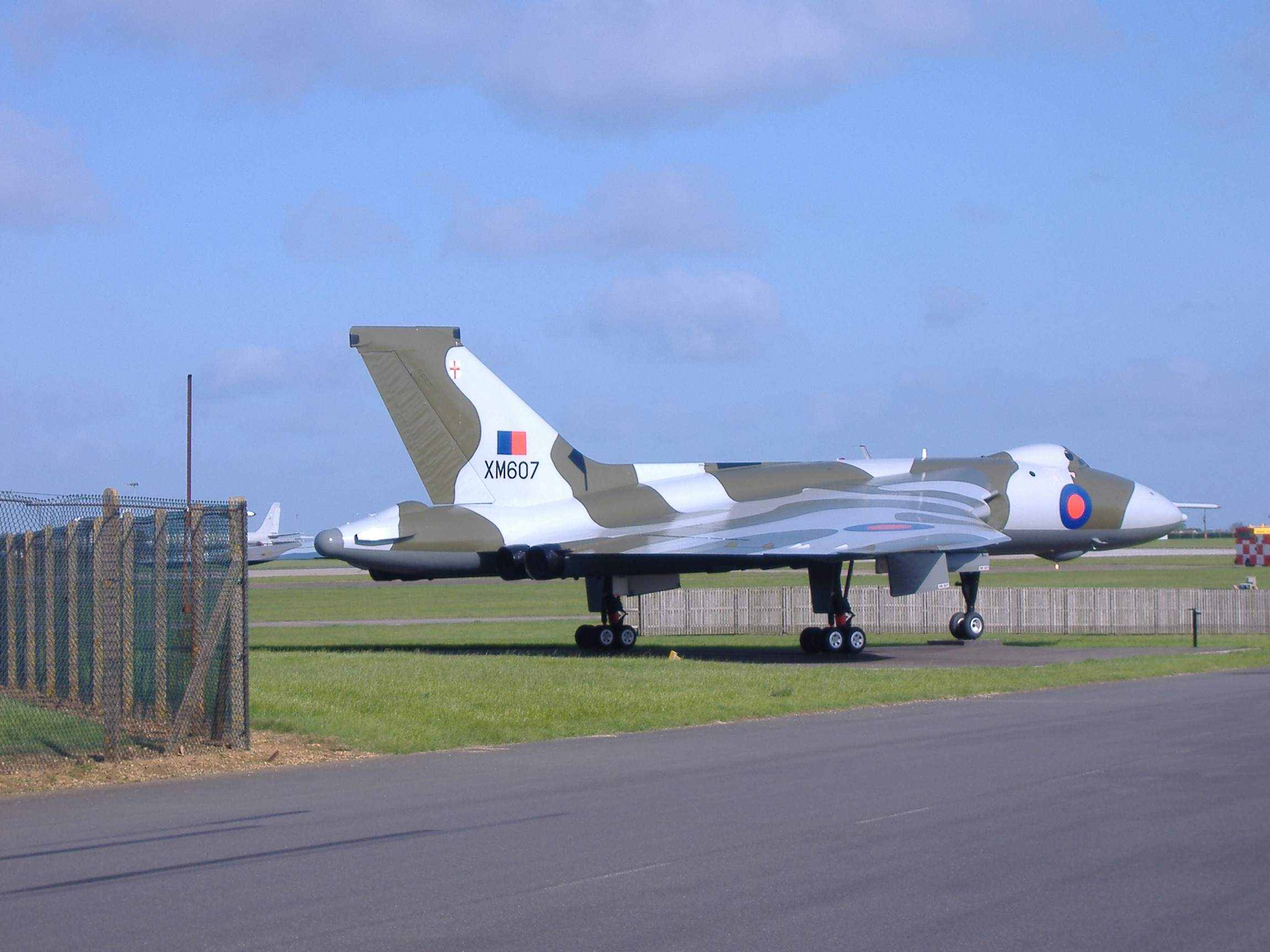
L'Avro 698 Vulcan con matricola XM607, partito dalla pista di Ascension, fu il primo Vulcan a effettuare un raid Black Buck

Altro fatto saliente furono le missioni di bombardamento Black Buck, effettuate dalla Royal Air Force con i bombardieri strategici Avro Vulcan su Port Stanley con partenza dalla base britannica sull'Isola di Ascensione, vicino all'Equatore, una traversata realizzata grazie ad un massiccio supporto di aviocisterne per il rifornimento in volo, fino a ben 15 aviocisterne per ogni incursione. Vi furono sette raid Black Buck. In due di esse, di tipo SEAD, i Vulcan portarono dei missili Shrike per colpire i radar argentini stazionanti sulle isole. Queste missioni rimasero, fino alla prima guerra del Golfo, le più lunghe missioni di bombardamento della storia e servirono a dimostrare agli argentini che, se Port Stanley era alla portata dei bombardieri, lo era ancor di più Buenos Aires, oltre che a minare il morale delle truppe occupanti e rendere inutilizzabile la pista dell'aeroporto.
Su una di queste missioni si basa il saggio Vulcan 607, scritto da Rowland White. Quando venne centrata la pista di Port Stanley, fu scelta una direttrice di bombardamento obliqua rispetto all'orientamento della pista di decollo in modo da essere sicuri di poter piazzare almeno un colpo a segno.
In realtà la pista di Port Stanley rimase agibile, anche se solo per gli aerei tattici come i Pucará e gli Aermacchi MB339, così come per i C130 Hercules da trasporto. I caccia supersonici, però, non poterono più usare la pista come punto di appoggio, e furono costretti a partire dalla terraferma; questo limitò le missioni ai soli aerei dotati di sonda per il rifornimento in volo, tra i quali non rientravano i Dagger e i Mirage III, in quanto di fatto la loro autonomia non consentiva loro di impegnarsi in combattimento aereo una volta sulle isole.
I Mirage vennero pertanto ritirati a difendere la terraferma da eventuali attacchi inglesi, anche se quasi subito questi dichiararono che non avrebbero effettuato missioni sul territorio nazionale argentino.
Non tutti gli inglesi sono concordi sulla efficacia delle missioni Black Buck. In particolare, il comandante Nigel "Sharkey" Ward, pilota di Sea Harrier e comandante dello RNAS 801 Naval Air Squadron basato sulla HMS Invincible, accreditato di oltre sessanta missioni di combattimento e di tre abbattimenti (un Pucará, un Hercules e un Dagger) e decorato con la Distinguished Flying Cross, nel suo libro Sea Harrier Over the Falklands: A Maverick at War si mostrò molto critico sui risultati ottenuti in relazione ai costi, sostenendo che con il costo sostenuto per sganciare la sola bomba che effettivamente colpì la pista si sarebbero potute effettuare decine di missioni con gli Harrier causando danni ben maggiori.

### L'affondamento delloHMS Sheffield

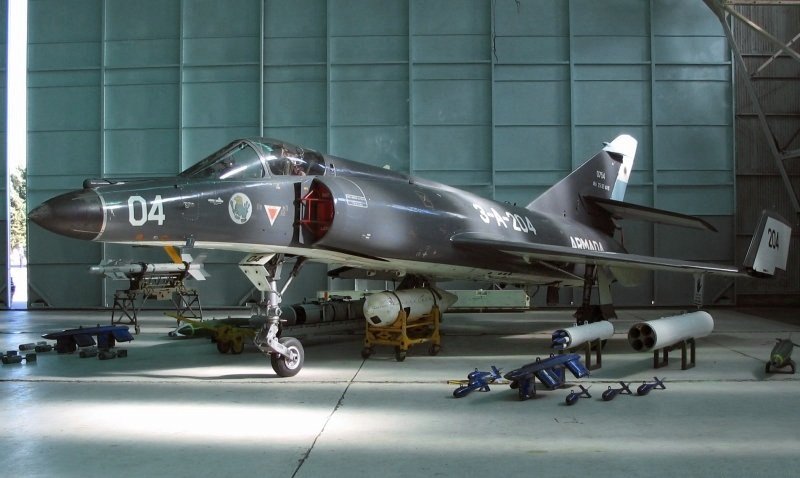
Aereo da attacco antinave Dassault Super Étendard di fabbricazione francese esposto alla Base Aeronaval Comandante Espora, Bahia Blanca. Questo esemplare è quello che ha affondato l'Atlantic Conveyor, come si nota dalla sagoma stilizzata sul muso

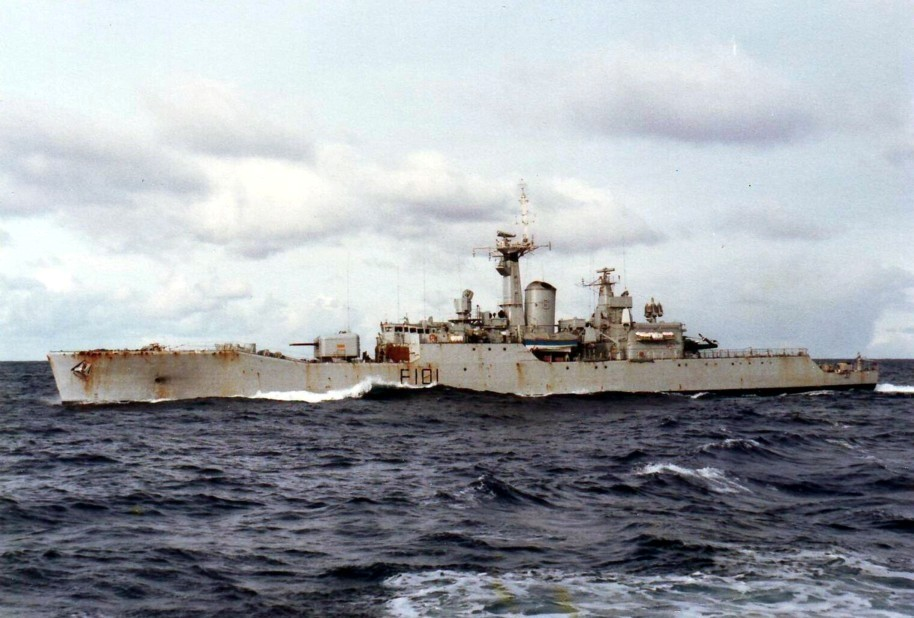
La HMS Yarmouth, soprannominata The Crazy Y, fotografata il 5 maggio 1982, il giorno dopo l'attacco alla HMS Sheffield

Due giorni dopo l'affondamento del Belgrano, l'aviazione di marina argentina affondò a sua volta il cacciatorpediniere HMS Sheffield, della classe Type 42. Due Super Étendard, pilotati dal capitano di fregata Augusto Bedacarratz e dal tenente Armando Mayora, armati ognuno di un missile Exocet AM39 (dei soli cinque in possesso degli argentini), decollati dalla base di Rio Grande, dopo un rilevamento da parte di un Lockheed P2V Neptune argentino, attaccarono lo Sheffield che era posto come picchetto radar in posizione avanzata insieme con la gemella Glasgow e l'altra Type 42 presente, l'HMS Coventry.
La Glasgow intercettò dapprima i radar di scoperta degli Etendard a 40-50 miglia di distanza e dopo alcuni minuti i missili lanciati dagli aerei dopo una manovra di pop-up (innalzamento improvviso di quota dopo un volo radente), notificando l'allarme all'Invincible, che era la nave dove risiedeva la centrale operativa per la lotta antiaerea (AAWC - AntiAir Warfare Commander), ma questo venne considerato un falso allarme dovuto a eco. Provvide anche a inviare via data-link le immagini radar rilevate alla Sheffield ma per qualche motivo non vennero ricevute. Dei due missili, uno attaccò e mancò l'HMS Yarmouth (fregata Type 12) che aveva lanciato dei chaff, ma l'altro colpì lo Sheffield che bruciò per sei giorni dopo essere stato abbandonato dall'equipaggio, che contò 20 morti e 24 feriti. La mancata rilevazione degli aerei attaccanti venne attribuita in parte al fatto che la Sheffield stesse usando in quel momento l'apparecchiatura di comunicazione satellitare (SCOT), che interferiva con le proprie ESM.
Un fatto di rilievo emerse dagli eventi bellici navali, la deriva nella progettazione strutturale del naviglio: in sintesi in ambedue le marine, l'assenza di eventi bellici reali con grandi distruzioni negli ultimi anni aveva portato una modifica dei parametri di realizzazione delle strutture secondarie del naviglio, specie partizioni interne e finiture, realizzate abbondantemente in alluminio o in leghe di alluminio, spesso verniciato, e con componentistica o finiture in materie plastiche. Naturalmente tale scelta fu improntata alla riduzione dei pesi, e quindi con ricadute positive di manovrabilità e autonomia dei mezzi. Alla prova dei fatti però con temperatura sufficientemente elevata l'alluminio fonde e anche sostiene, con l'acciaio, la combustione (è la base della alluminotermia), producendo con la combustione delle materie plastiche nel complesso un fumo nero, soffocante, rovente e assolutamente impenetrabile. Tale condizione ritardò e rese difficile l'organizzazione di soccorsi negli incendi a bordo, facendo perdere tempo prezioso e provocando diverse perdite umane anche solo per questo.

### La guerra aerea

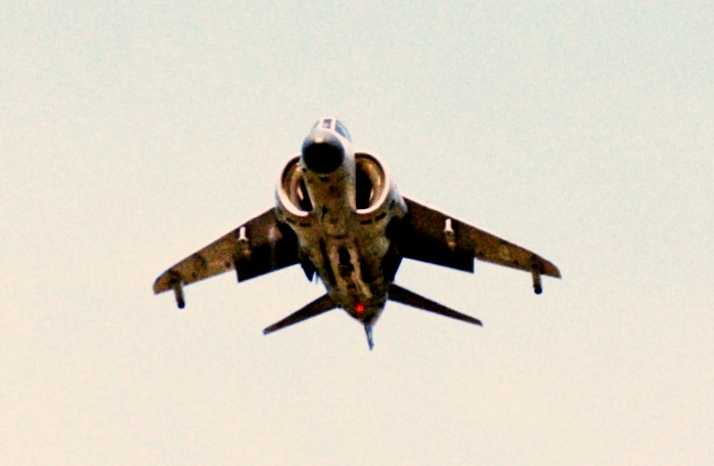
Sea Harrier della Fleet Air Arm, la forza aerea della Royal Navy britannica.

Durante queste varie fasi, il confronto in aria divenne sempre più serrato, ma in sostanza a senso unico, visto che gli inglesi Sea Harrier, con la loro spinta vettoriale e grande manovrabilità, unita ai missili Ford Aerospace AIM-9L "Sidewinder", in grado di attaccare anche frontalmente gli avversari, erano inattaccabili dagli argentini i cui caccia volavano ad alta velocità ed erano facilmente evitati dagli inglesi, i quali poi lanciavano i loro missili a guida termica con grande precisione. In questa fase l'Harrier fu soprannominato dagli argentini la muerte negra, la morte nera, per il suo colore ardesia. Diverso era il discorso negli attacchi aerei, nei quali l'Harrier era vulnerabile all'artiglieria antiaerea e ai missili a guida termica, verso i quali poteva opporre dei flare (bengala) relativamente efficaci.
Di conseguenza, diversi Harrier Gr.Mk.3 e alcuni Sea Harrier vennero abbattuti dalla contraerea, sia con il tiro di cannoni sia con missili terra-aria spalleggiabili, senza perdite tra i piloti. Per contro, i sistemi di difesa superficie-aria britannici erano spesso inefficaci, sia per quanto riguarda i missili Sea Dart e relativi radar di tiro, sia per i cannoni per la difesa ravvicinata, e i piloti argentini riuscirono ad affondare in totale sette navi e a danneggiarne gravemente altre, tra cui la HMS Glasgow, un cacciatorpediniere Type 42, che rientrò nel Regno Unito squarciato da una bomba inesplosa.
Il coraggio dei piloti argentini, che affrontarono il combattimento con mezzi di una generazione precedente a quella dei mezzi in dotazione agli inglesi, fu riconosciuto in varie circostanze anche dai loro avversari, sia verso i piloti dell'aviazione navale che condussero gli attacchi contro la task force in mare, sia verso i piloti della Fuerza Aerea Argentina, come il maggiore Tomba, pilota di un Pucarà abbattuto dal comandante Nigel Ward, che si lanciò solo dopo che il suo aereo venne praticamente fatto a pezzi in volo dal tiro dei cannoni Aden del Sea Harrier inglese, con entrambi i motori in fiamme

### L'attacco allaHMS Glasgow
In particolare, durante l'episodio nel quale venne danneggiata la Glasgow, questa nave era di picchetto radar insieme alla fregata HMS Brilliant, quando venne attaccata da un'ondata di quattro A-4 Skyhawk armati con bombe da 500 kg; il sistema Sea Dart della Glasgow si inceppò durante il lancio di una salva di missili a causa delle incrostazioni dovute all'azione dell'acqua marina; due Skyhawk vennero abbattuti dalle due navi durante l'avvicinamento e un terzo si schiantò in mare per evitare i missili Sea Wolf della fregata, mentre il quarto passò sopra la Glasgow sganciando la bomba che però mancò il bersaglio passando sopra gli alberi della nave di una decina di metri, e il cannone Mk 8 della Glasgow s'inceppò; immediatamente venne rilevata una seconda ondata di altri quattro A-4 che puntarono contro le due navi, con il Sea Dart della Glasgow ancora fuori uso.
A quel punto il sistema Sea Wolf della Brilliant non riuscì più a inquadrare gli attaccanti che avevano preso a zigzagare, dopo che la stessa nave aveva chiesto alla Glasgow di fermare il fuoco del suo cannone perché i proietti interferivano col suo radar guidamissili; questo lasciò la Glasgow ad affrontare l'attacco aereo con le sole mitragliere di bordo e le armi leggere dei tiratori che erano stati schierati sui ponti. Infine, mentre la Brilliant venne di poco mancata da due degli attaccanti, la Glasgow venne colpita da una bomba che sfondò una paratia, mancando l'esplosione e sfondando anche la paratia dal lato opposto della sala ausiliaria motori e della sala motori di poppa; la nave imbarcò parecchie tonnellate di acqua ma riuscì a rimanere a galla grazie al sistema di paratie stagne (che, al contrario di quanto avvenuto sul Belgrano, erano state chiuse) e a un efficiente sistema di controllo danni. La Glasgow partecipò ancora per alcuni giorni alle operazioni per sfruttare il suo radar di scoperta distante e il sistema lanciamissili, ma venne poi reinviata in Gran Bretagna dopo l'arrivo di altre unità Type 42 e il manifestarsi di altri problemi all'apparato motore.

### Le operazioni speciali

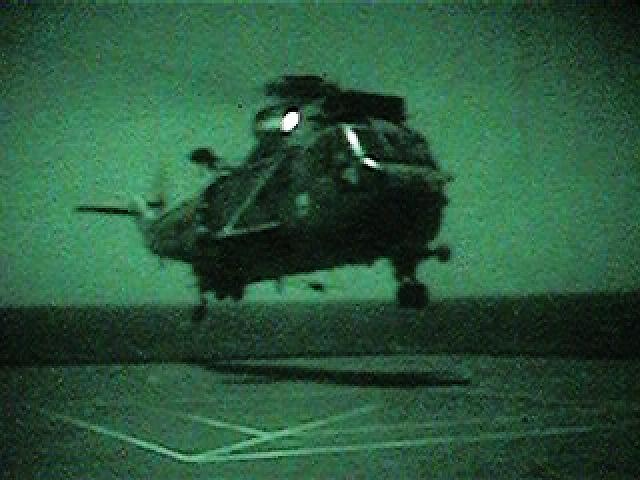
Un'immagine presa attraverso degli occhiali da visione notturna di un Sea King Mk.4 durante un atterraggio notturno; su uno di questi velivoli venne trasportata la squadra SAS di attacco che effettuò l'azione dell'isola di Pebble

L'incisività degli attacchi aerei argentini convinse i britannici a programmare alcune operazioni di forze speciali, principalmente a cura del SAS ma anche dello Special Boat Squadron (in seguito divenuto Special Boat Service). In una di queste, vi fu uno scontro nel buio nel quale una pattuglia del SAS e una dello SBS si affrontarono, con feriti, prima di riconoscersi. Comunque, il 14 maggio, alla vigilia dello sbarco a San Carlos, un gruppo di SAS sbarcò sull'isola di Pebble, dove gli argentini avevano allestito una pista di volo in erba, e danneggiarono irrimediabilmente gli aerei presenti, di tipo FMA IA 58 Pucará e T-34 Mentor, addestratori-ricognitori.
Ma ancora più grave per le navi britanniche era la minaccia dei Super Étendard con i loro missili Exocet; fu quindi decisa una missione sulla loro base di Rio Grande, in territorio argentino, che prevedeva l'atterraggio di due Hercules C-130 con circa cinquantacinque commando del SAS, e lo sbarco in contemporanea dal mare di altri ventiquattro incursori su battelli d'assalto gonfiabili del tipo Zodiac. L'area dell'incursione era difesa da quattro battaglioni di fanteria di marina a pieno organico che, pochi anni prima, erano stati addestrati da istruttori britannici del SBS.
Dopo la guerra, i comandanti della marina argentina ammisero che si aspettavano un attacco di questo tipo, ma non avevano pensato a un atterraggio d'assalto; comunque, in una simile eventualità, avrebbero inseguito gli attaccanti anche in territorio cileno.
Alla fine l'operazione fallì perché una squadra di ricognizione, inviata a bordo di un elicottero Sea King dalla HMS Invincible, a causa del cattivo tempo si trovò a 50 NM dall'obiettivo e dovette deviare verso il territorio cileno; il solo pilota, dopo aver fatto evacuare la squadra da ricognizione, incendiò l'elicottero e si consegnò alle autorità cilene, provocando una considerevole attenzione internazionale sull'accaduto e le proteste degli argentini; la missione a quel punto abortì.
Ma le operazioni speciali non furono limitate alla pianificazione di attacchi; secondo fonti inglesi venute alla luce molto dopo il conflitto, il Cile venne coinvolto nelle operazioni formendo un supporto al ridispiegamento di velivoli BAe Nimrod da pattugliamento marittimo e forse anche nella versione R1 da sorveglianza elettronica, specificatamente il velivolo con marca di identificazione XW664; uno o due velivoli supportati da un'aviocisterna VC-10 sarebbero stati rischierati nella base aerea cilena di San Felix, con punto di appoggio nell'altra base di Conception e avrebbero effettuato alcuni voli di pattugliamento dal 9 al 18 maggio, fornendo un allarme precoce sul decollo delle incursioni argentine dalla terraferma; ulteriori voli sarebbero stati proibiti dalle autorità cilene con parere favorevole dell'ambasciatore inglese a Santiago per evitare ripercussioni.
I cileni offrirono anche agli inglesi di ritardare la cessione della HMS Norfolk, un cacciatorpediniere obsoleto della classe County, e di un rifornitore di squadra, la RFA Tidespring, che venne invece estensivamente impiegato durante le operazioni. Le motivazioni cilene erano legate alla tensione tra i due paesi, e analoghi motivi portarono il Perù a schierarsi a fianco dell'Argentina, con richiesta di fornitura di missili aria-aria, serbatoi esterni di carburante e aerei Mirage III, con il coinvolgimento diretto del presidente Fernando Belaúnde Terry. Venne anche tentato l'acquisto di missili Exocet da effettuarsi per il tramite di ufficiali peruviani ma l'operazione, denominata "cielo blu e bianco" dai colori argentini, non andò a buon fine perché i francesi pretesero il pagamento anticipato e i due protagonisti della Fuerza Aérea del Perú, generale Jose Espinoza Salazar e colonnello Osvaldo Saravia Peña vennero congedati con disonore; il resto del materiale già disponibile in Perú non venne consegnato per la successiva resa della forze argentine nelle isole.
Anche gli argentini avevano programmato un'operazione speciale, da attuarsi il 31 maggio 1982 a Gibilterra, l'operazione Algeciras, che però fallì per le intercettazioni britanniche e l'intervento delle autorità spagnole. Inoltre vennero impiegate varie navi civili con compiti di sorveglianza e intelligence elettronica, anche all'interno della zona di esclusione proclamata dai britannici. In una di queste missioni, il peschereccio Narwal, della Compañía Sudamericana de Pesca y Exportación ma con personale militare a bordo (il comandante Juan Carlos González Llanos dei servizi di informazione della Armada Argentina) venne rilevato da mezzi aerei di pattuglia; attaccato il 9 maggio da Sea Harrier con cannoni e una bomba da 1 000 libbre che non esplose e abbordato da una squadra dei Royal Marines elitrasportata, dopo l'evacuazione dell'equipaggio venne abbandonato e affondò durante una tempesta il giorno dopo. Il bilancio fu di un morto, il marinaio Omar Alberto Rupp, durante l'attacco aereo.

### Lo sbarco a San Carlos

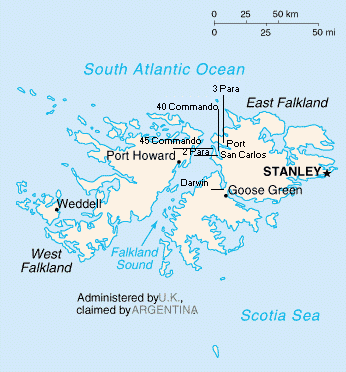
Una carta delle isole Falkland con evidenziata la zona dello sbarco a San Carlos

La notte del 21 maggio le forze britanniche sbarcarono a San Carlos. La forza da sbarco era composta da unità scelte dei Royal Marines e del Parachute Regiment.
4 000 uomini, della 3 Commando Brigade, sbarcarono nella baia dalla RFA Stromness, dalle HMS Intrepid e HMS Fearless e dalla nave traghetto RORO Norland in quattro punti diversi.
L'intensità degli attacchi aerei argentini sull'area da quel momento fu tale che i britannici la soprannominarono The Bomb Alley (il viale delle bombe). Durante tali attacchi quattro navi britanniche furono affondate, le fregate Type 21 Ardent e Antelope, la motonave Atlantic Conveyor e il cacciatorpediniere Coventry che fungeva da esca al di fuori della baia, mentre altre due fregate, la Type 12I Argonaut e la Type 22 Brilliant, furono danneggiate. Durante gli attacchi gli argentini persero venti aerei.
In particolare, la perdita della Atlantic Conveyor, colpita da un Exocet lanciato dal capitano di corvetta Roberto Curilovic, fu un grave danno logistico per i britannici, visto che conteneva i grossi elicotteri CH-47 Chinhook per trasporto truppe e grosse scorte non immediatamente rimpiazzabili. Dodici membri dell'equipaggio morirono, incluso il comandante Ian North al quale venne conferita la Distinguished Service Cross alla memoria; North era un veterano della seconda guerra mondiale ed era sopravvissuto a due siluramenti.
Inoltre, la nave era stata dotata di un ponte di volo con due piazzole dal quale partivano i grossi elicotteri CH-47 Chinook che aviorifornivano le altre navi e le truppe a terra, e molti tra gli elicotteri (4 Chinook su 5 e alcuni Westland Commando) disponibili per l'attacco furono distrutti con la nave. La dozzina di Sea Harrier che la nave aveva trasportato era stata già trasferita sulle due portaerei della squadra e la nave aveva raggiunto il gruppo da battaglia quasi al tramonto, perché avrebbe dovuto fare una veloce puntata nella zona di sbarco, scaricare gli elicotteri e i rifornimenti, compreso il materiale per costruire una pista avanzata per gli Harrier, e rientrare prima dell'alba del giorno dopo. Il missile venne ingannato dai chaff di una delle fregate della linea di difesa esterna, e dopo aver superato la fregata si diresse verso il primo bersaglio che riuscì a rilevare.

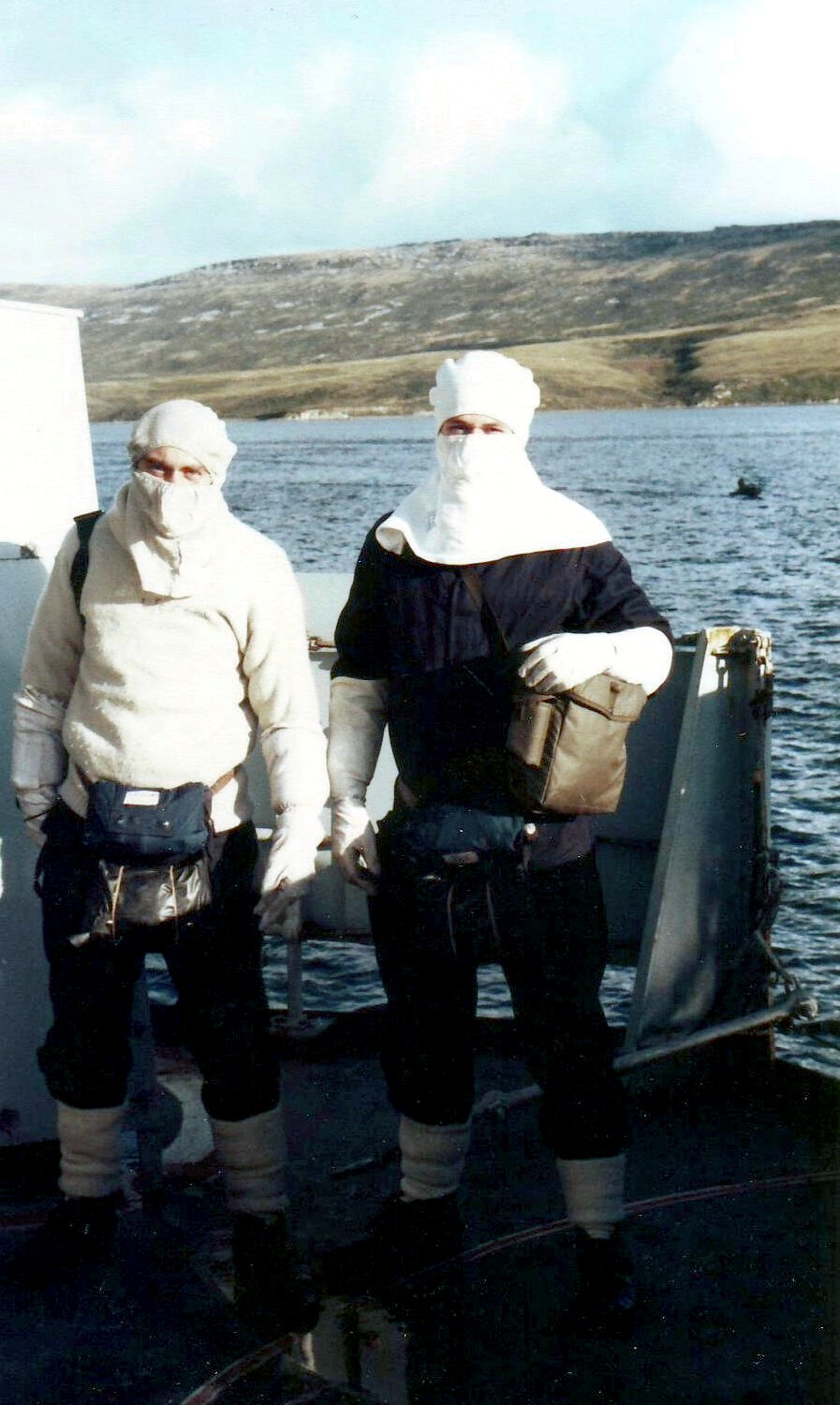
Ai posti di combattimento sulla HMS Cardiff nella baia di San Carlos, con guanti e cappuccio ignifughi, giubbotto di salvataggio e maschera antigas.

Subito dopo lo sbarco, cominciarono i bombardamenti notturni a bassa quota da parte argentina, condotti dagli English Electric Canberra armati con bombe a caduta libera. Queste bombe erano dotate di un dispositivo di sicurezza che ne impediva l'esplosione prima di un tempo minimo percorso in volo, per evitare che l'esplosione investisse anche l'aereo attaccante; ma gli aerei argentini, nel tentativo di evitare l'artiglieria contraerea e i missili spalleggiabili Stinger (forniti dagli Stati Uniti), oltre ai sistemi d'arma missilistici di tipo Rapier portati dai Sea King della Royal Navy durante le fasi iniziali dello sbarco, attaccavano a quota bassissima, così come i loro colleghi dell'aviazione navale, e molte bombe rimanevano così inesplose. Solo dopo diversi giorni, le bombe vennero dotate di dispositivi di innesco ritardato per risolvere il problema. Furono gli stessi britannici, tramite il World Service della BBC a pubblicare la notizia, con forti proteste da parte dei militari, come raccontò l'ammiraglio Woodward nella sua biografia; in un altro caso la BBC anticipò la notizia di un attacco da parte del Para 2 (il secondo battaglione paracadutisti) e il colonnello Herbert Jones manifestò la sua intenzione di far incriminare per tradimento i responsabili di alto livello dell'emittente, ma restò ucciso in azione prima di poter portare avanti l'accusa.
Viceversa, gli Harrier britannici erano dotati di bombe a caduta ritardata (con dei paracadute frenanti) che permettevano quindi di disimpegnarsi con largo anticipo rispetto all'esplosione anche volando a quota bassissima. Inoltre gli Harrier erano dotati di razziere per razzi FFAR da 70 mm, micidiali a distanza ravvicinata. Infatti, nessun Harrier venne abbattuto in duello aereo, ma tutte le perdite furono dovute al fuoco dell'artiglieria o, almeno in un caso, a missili superficie-aria.

### Battaglia di Goose Green
Nella mattina del 27 maggio, 500 paracadutisti del Para 2, comandati dal tenente colonnello Jones, sbarcarono a Goose Green e Darwin, sulle sponde opposte dello stretto istmo che unisce la parte nord e quella sud dell'isola principale. L'obiettivo era quello di allargare la testa di ponte di San Carlos. Il battaglione era supportato da una batteria di obici da 105 mm del 29° Commando Regiment della Royal Artillery, da un plotone di missili anticarro MILAN e da elicotteri Westland Scout. Inoltre, durante lo svolgimento della battaglia, venne fornito supporto aereo ravvicinato da una sezione di tre Harrier e un bombardamento navale da parte della fregata HMS Arrow.
La difesa della posizione di Goose Green era affidata alla Task Force Mercedes, composta principalmente dal 12º reggimento fanteria argentino (RI 12), che presidiava anche l'aeroporto Condor, base di aerei da attacco FMA Pucará ed elicotteri. A questi si aggiungeva una compagnia del 25º Reggimento Fanteria (RI 25), che era composto di coscritti con un addestramento avanzato in stile ranger. Questo addestramento era stato voluto dal tenente colonnello Mohamed Alí Seineldín, considerato il "padre" delle forze speciali dell'esercito argentino, e il reggimento aveva il nome non ufficiale di 25° Regimiento Infantaria Spécial. La difesa antiaerea era assicurata da due batterie, una delle quali basata su sei mitragliere da 20 mm Rheinmetall gestite da personale della FAA e l'altra su due cannoncini da 35 mm a guida radar del GADA 601, il gruppo artiglieria antiaerea impegnato anche nella difesa di Port Stanley; queste armi però potevano altrettanto bene essere utilizzate nel tiro contro bersagli terrestri. Infine vi erano 4 obici da 105 mm Oto Melara del 4º reggimento artiglieria aviotrasportata.

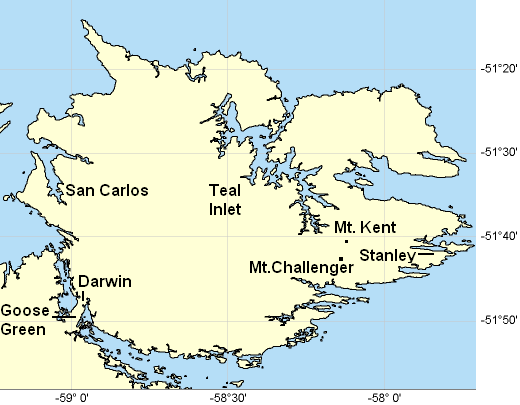
L'isola di East Falkland con la testa di ponte di San Carlos, Teal Inlet, Mount Kent e Mount Challenger

La località era fuori dalla direttrice di avvicinamento al capoluogo, ma era comunque a distanza relativamente breve: una quarantina di chilometri in linea d'aria dalle spiagge di San Carlos; il posto inoltre ospitava un aeroporto dal quale gli aerei da appoggio tattico Pucará avrebbero potuto compiere dei pericolosi raid contro le truppe a terra e gli elicotteri da trasporto inglesi.
Dopo due giorni e una notte di intensi combattimenti, il 28 maggio Goose Green capitolò e 1050 argentini vennero fatti prigionieri. Il colonnello Jones morì durante i combattimenti e fu insignito della Victoria Cross alla memoria mentre il suo vice, maggiore Chris Keeble, fu insignito del Distinguished Service Order. Il comandante argentino, tenente colonnello Italo Piaggi, cadde in disgrazia per la resa e terminò la sua carriera militare.

### L'avvicinamento a Port Stanley
A questo punto, avendo allargato di molto la testa di ponte sull'isola di East Falkland, cominciò la marcia di avvicinamento a Port Stanley. Unità del 3° Para e del 45 Commando dei Royal Marines si avviarono verso Teal Inlet; inoltre altri reparti presero la strada (in effetti il 42° Commando venne eliportato su Mount Kent) dei due monti che dominano il capoluogo: Mount Kent e Mount Challenger. Ma anche gli argentini avevano ben presente l'importanza strategica dei due rilievi, e inviarono due compagnie, la 601a Commando e la 602 delle forze speciali della Gendarmeria, dotate di missili antiaerei Blowpipe, a Stanley dall'Argentina per via aerea, col compito di rinforzare quell'area. L'operazione, ideata dal comando a Port Stanley, venne denominata appunto Autoimpuesta (decisa autonomamente). Di conseguenza, quando i britannici attaccarono, il 30 maggio Mount Kent, con unità del SAS e del reparto di montagna della 3ª brigata Commando, trovandosi sotto il fuoco nemico richiesero l'appoggio aereo ravvicinato; un Harrier, pilotato dallo squadron-leader Jerry Pook, venne abbattuto dal fuoco delle armi leggere durante gli attacchi al suolo.
Dal 30 maggio, i rinforzi britannici della 5 Brigade (Gurkha, Scots Guards e Welsh Guards) avevano cominciato a sbarcare a San Carlos e trasferirsi con molte difficoltà a Goose Green, e a questo punto il 2º Para Battaillon venne aggregato a essa. Essendo dotati di pochissimi veicoli, peraltro in condizioni precarie, il loro spostamento pose pesanti problemi di logistica, ma con una mossa azzardata, dapprima venne occupata Swan Inlet House, e da lì attraverso una normalissima telefonata venne scoperto che la cittadina di Bluff Cove, a sud-ovest di Port Stanley e all'altezza di Mount Kent, era stata evacuata dagli argentini che avevano fatto saltare anche il ponte con Fitzroy; immediatamente due compagnie di paracadutisti vennero trasportate a Bluff Cove in due viaggi dall'unico elicottero Chinook rimasto.
Il 31 maggio vi fu un duro scontro a fuoco tra truppe speciali delle due parti, noto come la "battaglia di Top Malo House", nella quale poche decine di commando argentini e di Royal Marines britannici combatterono per una casa in cima a una collina situata in posizione strategica. Circondati, gli argentini dovettero arrendersi, non senza morti e feriti da ambo le parti, ma solo dopo 45 minuti di intenso fuoco, durante il quale dovettero fuggire dalla casa in fiamme e rifugiarsi in un vicino canalone. Non avendo alcuna possibilità di fuga, il comandante capitano Josè Vercesi si arrese infine ai Royal Marines. Dopo aver provato a rinforzare la posizione con reparti dotati di moto da cross e Land Rover, gli argentini dovettero ritirarsi sotto il fuoco dei mortai da 81 mm dei Royal Marines.
Come gli inglesi, gli argentini fecero largo uso di elicotteri per l'inserzione e l'estrazione di truppe. Durante una di queste operazioni, il 30 maggio, un Aérospatiale SA 330 Puma del 601º battaglione dell'Aviazione dell'Esercito argentino fu abbattuto da un missile Stinger lanciato da un commando del SAS. L'episodio è citato anche da Andy McNab nel suo libro Pattuglia Bravo Two Zero. L'elicottero trasportava un gruppo delle Forze Speciali della Géndarmeria Nacional, e sei militari morirono nell'episodio; altri otto rimasero feriti.

### Bluff Cove e Fitzroy
Dopo lo sbarco della 5ª brigata di fanteria e l'invio dei paracadutisti a Bluff Cove, i britannici si trovarono nella necessità di rinforzare la posizione e preparare l'avanzata da sud-ovest verso Port Stanley; mancando di veicoli terrestri, l'unico modo divenne quello di inviare uomini e scorte via mare. Contemporaneamente, continuarono gli attacchi aerei argentini, e Super Étendard e Skyhawk impegnarono gli Harrier e le difese antiaeree delle navi inglesi.
Il 30 maggio gli argentini, che avevano stabilito la posizione della HMS Invincible a 51°38'S 53°38'W, congegnarono un attacco con quattro Skyhawk muniti di bombe a caduta ritardata e due Super Étendard, uno dei quali portava l'ultimo missile Exocet aria-superficie rimasto nei loro arsenali.
Negli attacchi aerei che seguirono, gli argentini rivendicarono di aver colpito la HMS Invincible, che sarebbe rimasta fuori dalla zona di operazioni per due settimane.
I britannici negarono ufficialmente. Secondo la versione inglese, l'Exocet venne distrutto dal fuoco dei cannoni Dual Purpose da 114 mm delle navi di scorta (la fregata HMS Avenger), mentre i piloti argentini degli Skyhawk, che si erano messi nella scia del missile per il proprio attacco, dichiararono di aver visto «una gran columna de humo negro en el horizonte». Uno degli Skyhawk fu abbattuto da un missile SeaDart e, sempre secondo gli argentini, il motore sarebbe caduto su uno degli ascensori della portaerei, causando un piccolo incendio.
Il 1º giugno un missile Roland, lanciato da terra, abbatté nei pressi di Port Stanley un Sea Harrier che si era avvicinato a 4 miglia a sud dell'aeroporto per tenere sotto controllo dei Pucará appena decollati e in procinto di attaccare le forze di terra britanniche; il pilota, Ian Mortimer, si salvò eiettandosi, ma venne recuperato in mare solo dopo 9 ore di ricerca dagli elicotteri dello Squadron 820 dell'Invincible.
L'8 giugno le RFA Sir Galahad e Sir Tristram, due navi logistiche (LSL - Landing Ship Logistic) della marina inglese da circa 5 000 tonnellate, vennero colpite, con 56 morti a bordo e parecchi feriti.
La Sir Galahad, ormai inservibile, venne silurata e affondata dal sottomarino HMS Onyx, un diesel-elettrico della classe Oberon, ed è oggi riconosciuta come cimitero di guerra, mentre la Sir Tristram, sebbene gravemente danneggiata, venne trasportata in Gran Bretagna e ricostruita e servì anche nella prima guerra del Golfo.

### L'assalto finale

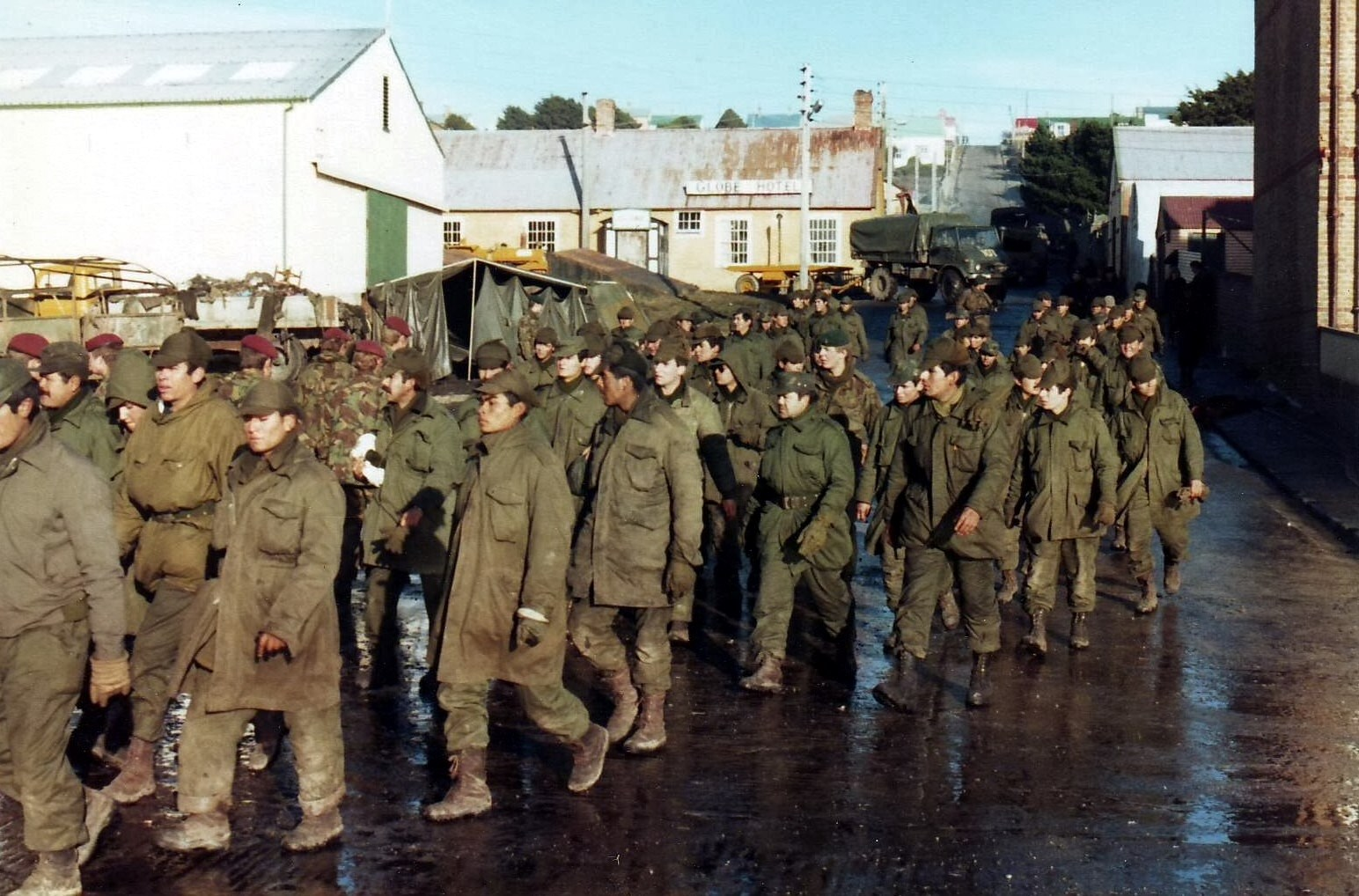
Prigionieri argentini sfilano a Port Stanley dopo la capitolazione

Dopo gli sbarchi a San Carlos e a Goose Green, le forze britanniche dettero l'assalto finale a Port Stanley, con gli argentini martellati dai bombardamenti navali e aerei ai quali non potevano controbattere efficacemente.
Restava però in funzione il ponte aereo notturno argentino, con i C-130 Hercules che rifornivano, seppure parzialmente, il capoluogo e la sua guarnigione, evacuando anche i feriti più gravi. Nella notte dell'11 giugno, dopo aver effettuato tutti i preparativi logistici e le necessarie ricognizioni, venne lanciato l'attacco finale. La forza impiegata aveva la consistenza di una brigata e attaccò contemporaneamente tre delle alture che circondano Port Stanley, con le forze impegnate protette dall'appoggio aereo ravvicinato degli Harrier e dal fuoco delle artiglierie navali. La 3ª brigata di Commando attaccò le alture di Mount Harriet, Two Sisters e Mount Longdon.
Questa battaglia costò ai britannici anche 13 morti sul cacciatorpediniere Glamorgan che, mentre si allontanava dalla riva dopo una missione di cannoneggiamento notturno, venne colpito da una batteria di Exocet navali improvvisata a terra dai tecnici che erano già imbarcati sul cacciatorpediniere ARA Seguì: la precaria installazione era stata denominata umoristicamente "ITB", sigla di Instalación de Tiro Berreta («berreta» significa in gergo «di scarsa qualità»); ciò nondimeno, centrò il bersaglio, causando, oltre ai 13 morti, la distruzione dell'hangar e dell'elicottero Wessex di bordo. Dopo la guerra, gli inglesi studiarono il dispositivo e ne ricavarono un "dispositivo di difesa costiera Excalibur". Dopo una notte di combattimenti, queste colline che dominano Port Stanley erano in mani inglesi.

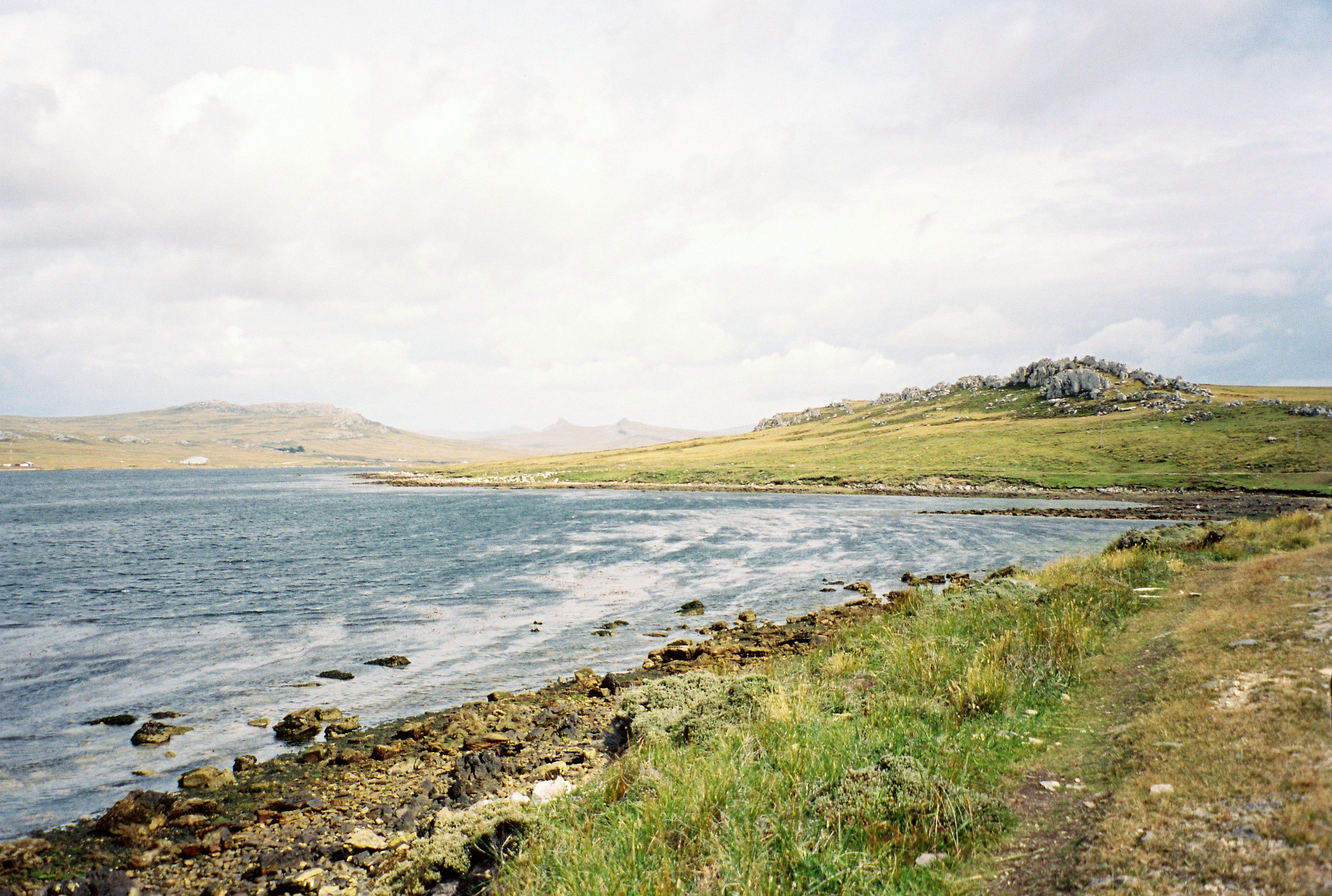
Mount Tumbledown, le Two Sisters e Wireless Ridge visti dal porto di Stanley

I restanti rilievi vennero assaltati nella notte del 13 giugno, quando il 2° Paracadutisti attaccò Wireless Ridge, difesa dal 7º battaglione di Fanteria di Marina argentino, mentre il 2º battaglione delle Scots Guards attaccò Mount Tumbledown, difeso dal 5º battaglione di Fanteria di Marina argentino. Dopo la loro conquista, che avvenne nella stessa notte, la strada per Port Stanley era definitivamente aperta e gli argentini potevano soltanto tentare una difesa casa per casa, alla quale effettivamente si prepararono. Vennero anche tentati dei contrattacchi, dal 7º reggimento fanteria dell'Ejercito Argentino, con un'aliquota del 4º reggimento, ma il tiro inglese dalle posizioni dominanti li ricacciò indietro. Durante uno di quegli attacchi ... Al poco trecho los ingleses nos hicieron saber de su presencia. ... No teníamos cubierta y los ingleses tiraban fuerte, al parecer también con ametralladoras 12,7 o algo así. ... La tierra parecía hervir a nuestro alrededor, cioè al minimo movimento gli argentini allo scoperto venivano fatti segno a un intenso tiro di mitragliatrici pesanti.
Pesanti accuse furono rivolte dagli argentini al generale Menéndez che, a loro dire, nonostante Galtieri avesse vietato la resa, avrebbe ceduto a quattro giorni di guerra psicologica condotta dai britannici. Alcuni loro specialisti, in particolare il colonnello Mike Rose, del SAS, e il capitano Rod Bell, che padroneggiava lo spagnolo, attraverso la radio avrebbero stabilito un contatto con il generale, convincendolo alla resa «con dignità e onore». A questo punto il 2° Para entrò a Port Stanley con i baschi al posto degli elmetti e le bandiere al vento. Alle 23 del 14 giugno, il comandante delle forze britanniche Jeremy Moore si recò in elicottero a un incontro con Menéndez e, alle 23:59, venne proclamato il cessate il fuoco. Le forze argentine si arrendevano e 8 000 prigionieri secondo gli argentini, 9 800 secondo fonte avversa, venivano radunati dai britannici, in attesa del rimpatrio. Il solo transatlantico Canberra ne rimpatrierà oltre 4 100. Durante tutto l'arco delle ostilità, gli aviatori argentini rispettarono scrupolosamente le navi ospedale britanniche, e non solo le due ufficialmente segnalate dalla Royal Navy come presenti in area e con relativa posizione; secondo il comandante Ward della Fleet Air Arm, più volte gli aerei argentini che attaccavano nella baia di San Carlos evitarono di attaccare il transatlantico Canberra, evidentissimo per dimensione, perché interamente pitturato di bianco, nel dubbio che fosse una nave ospedale.

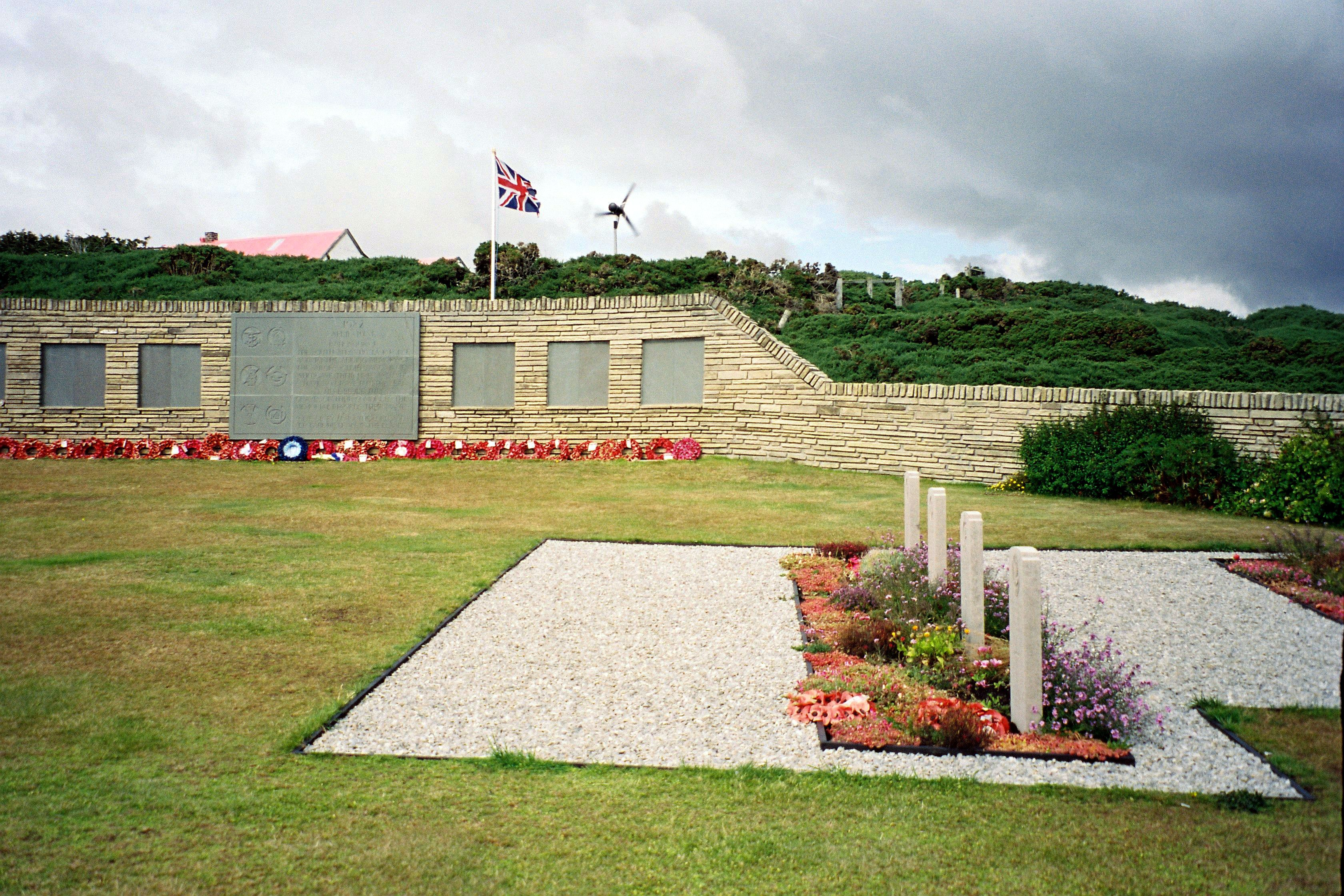
Cimitero e memoriale di guerra a San Carlos, isole Falkland

Dopo una resistenza breve, ma accanita, le Falkland erano tornate in mani britanniche. Il 20 giugno, la base di Corbeta Uruguay, sull'isola di Southern Thule, nell'arcipelago delle isole Sandwich Australi, si arrendeva. La base, contestata dagli inglesi solo per via diplomatica, era stata impiantata nel 1976. Dopo 74 giorni di guerra, le ostilità terminavano definitivamente: 255 militari inglesi, 649 militari argentini e 3 civili falklandesi erano morti. La Royal Navy ritirò buona parte della task force, lasciando però una portaerei, la Invincible, e una squadriglia di Harrier, oltre a unità di fanteria, come forza di reazione rapida. La Invincible venne poi sostituita dalla Illustrious, che era in fase di ultimazione allo scoppio delle ostilità.

## Conseguenze

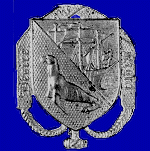
Il fregio da basco della FIDF

Nel 1983 i cittadini delle isole Falkland e di Gibilterra hanno riottenuto lo status di cittadini britannici, invece di quello di BOTC (British Overseas Territories Citizen).
È stata riformata la preesistente Falkland Islands Defence Force (FIDF) come compagnia di fanteria leggera ed è stata incrementata la presenza militare inglese nelle isole; in particolare, una sezione (di norma tre aerei), prima di Tornado ora di Eurofighter Typhoon viene mantenuta stabilmente sull'arcipelago, dopo la costruzione del nuovo aeroporto di Mount Pleasant, oltre alla presenza di un'unità dei Royal Marines più consistente di quella pre-invasione. Inoltre, in più occasioni un sottomarino nucleare d'attacco è stato inviato nelle acque circostanti le isole.
L'Argentina continua a reclamare la sovranità sulle isole. Praticamente in ogni comune argentino esiste un monumento ai caduti della guerra (spesso ottenuto con residuati bellici, parti di aerei, elicotteri, ecc.) e molte vie sono state dedicate alle "Malvinas Argentinas". Anche lo stadio di Mendoza è stato ribattezzato Estadio Malvinas Argentinas.
Dal punto di vista militare questo conflitto è stato il primo nel quale moderni missili da crociera siano stati lanciati contro navi di una delle principali marine del mondo, e anche nel quale gli elicotteri siano stati usati nel ruolo antinave usando missili guidati e le sue vicende sono state diffuso oggetto di studi militari.

## Diplomazia e coinvolgimento degli Stati Uniti
Gli Stati Uniti avevano obblighi militari verso entrambe le parti in conflitto, essendo legati al Regno Unito come membri della NATO e all'Argentina con il Trattato Inter-Americano di Reciproca Assistenza o "Patto di Rio".
Il Trattato Atlantico obbligava i firmatari all'assistenza e intervento militare solamente se un attacco contro un Paese membro fosse avvenuto in Europa, o in America settentrionale, o comunque a nord del Tropico del Cancro, mentre il Patto di Rio obbligava gli USA a intervenire solamente nel caso che uno degli Stati aderenti fosse stato vittima di attacco militare.
La posizione sostenuta dal Regno Unito fu quella di non aver mai attaccato direttamente l'Argentina ma solo le forze argentine sul territorio britannico.
A marzo il Segretario di Stato statunitense Alexander Haig inviò l'ambasciatore degli Stati Uniti in Argentina al fine di convincere il governo argentino ad abbandonare l'idea di una possibile invasione. Il presidente Reagan richiese assicurazione da Galtieri contro la prospettiva di un'invasione e offrì i servizi del suo vicepresidente George Bush come mediatore, ma tale offerta fu declinata.
In effetti, l'amministrazione Reagan era seriamente divisa sulla questione.
Incontrandosi il 5 aprile, Haig e il Segretario di Stato per gli Affari Politici Lawrence Eagleburger, conclusero che fosse necessario appoggiare la Gran Bretagna, temendo che, in caso contrario, sarebbero potute esservi ripercussioni tali da minare le stesse basi dell'Alleanza Atlantica.
Il Segretario di Stato per gli Affari Inter-Americani Thomas Enders, però, temeva che il supporto alla Gran Bretagna avrebbe rischiato di minare gli sforzi statunitensi nell'America Latina, ricevendo il fermo appoggio dell'ambasciatrice statunitense presso le Nazioni Unite Jeane Kirkpatrick, subordinato nominale di Haig e suo rivale politico. Kirkpatrick fu ospite d'onore di una cena tenuta dall'ambasciatore argentino presso gli Stati Uniti proprio il giorno in cui le forze armate argentine sbarcarono sulle isole.
La Casa Bianca continuò per qualche tempo a perseguire una politica ufficiale di neutralità, dovuta anche alle differenze di vedute tra i vari esponenti dell'amministrazione Reagan che lasciarono in bilico per qualche tempo la posizione statunitense; in particolare, l'ambasciatrice Jeane Kirkpatrick, secondo la sua linea di sostegno a qualunque regime anticomunista, propendeva per un appoggio all'Argentina, mentre il Segretario di Stato Alexander Haig aveva posizioni nettamente filobritanniche condivise, sia pure in modo meno marcato, dal Segretario alla Difesa Caspar Weinberger. Nel frattempo, tuttavia, approvò la posizione di Weinberger e di Haig. Haig capeggiò brevemente (8 aprile–30 aprile) una "missione diplomatica di spola" tra Londra e Buenos Aires.

Ronald Reagan e Margaret Thatcher nel 1981

Alla fine del mese di aprile, Reagan venne allo scoperto e attribuì all'Argentina la responsabilità del fallimento della mediazione, dichiarando che gli USA avrebbero supportato la Gran Bretagna. Annunciò quindi l'imposizione di sanzioni economiche contro l'Argentina.
Nel giugno 1982, Jeane Kirkpatrick oppose un secondo veto alla risoluzione del Consiglio di Sicurezza per un immediato "cessate il fuoco", quindi annunciò alcuni minuti dopo di aver ricevuto istruzione di astenersi. Tale contraddizione venne attribuita ufficialmente a un ritardo nelle comunicazioni, ma venne percepito da molti come l'effetto di uno scontro di potere in corso tra Haig e la Kirkpatrick. A questo punto la contrapposizione di potere nell'amministrazione americana arrivò a un termine. Il 25 giugno, Haig diede le dimissioni, costretto dalla pressione della Kirkpatrick e di un membro dello staff della Casa Bianca. Ciò nonostante, Reagan rifiutò le tesi della Kirkpatrick e diede il via libera agli aiuti statunitensi allo sforzo militare britannico.
Galtieri, insieme a buona parte del suo governo, non aveva previsto una reazione tanto ferma da parte del Regno Unito. Margaret Thatcher dichiarò che i diritti democratici degli isolani delle Falkland erano stati attaccati e che non avrebbe abbandonato le isole sotto la "tirannia" argentina. Tale presa di posizione venne sostenuta dai media britannici.
La dittatura argentina riteneva inoltre che gli Stati Uniti sarebbero rimasti completamente neutrali nel conflitto, anche nello scenario peggiore, e tale convinzione era basata anche sul supporto che l'Argentina aveva dato alla politica dell'amministrazione Reagan in America centrale. Tale valutazione circa la posizione che gli Stati Uniti avrebbero assunto, tuttavia, non sembrava tenere debito conto dello "speciale rapporto" tra Regno Unito e Stati Uniti.
I fatti dimostrarono poi che la dittatura militare argentina aveva commesso un grave errore di valutazione: aveva fatto eccessivamente conto sulla debolezza delle democrazie, ritenute dedite a inconcludenti discussioni e timorose nell'accettare rischi. In Gran Bretagna vi fu in effetti un acceso dibattito sui rischi che comportava l'opzione militare; ciononostante, e a dispetto delle proprie opinioni politiche, le forze dell'opposizione al governo britannico finirono per appoggiarne fermamente l'azione durante la crisi, formando in tal senso un singolo fronte unito.
A influenzare la politica estera dell'amministrazione degli Stati Uniti in quegli anni vi era la costante minaccia costituita dall'Unione Sovietica e dalla diffusione del comunismo nel mondo. Questa preoccupazione, unita alla certezza che la Gran Bretagna avesse i mezzi per affrontare la situazione in modo sostanzialmente autonomo, può aver influenzato gli Stati Uniti a prendere una posizione ufficiale di non-interferenza.
L'Unione Sovietica tentò in effetti di far pesare il proprio punto di vista e di trarre profitto dalla crisi internazionale esprimendo il proprio appoggio alla posizione argentina per voce dall'allora segretario generale del PCUS Leonid Il'ič Brežnev e del capo del KGB (Comitato per la sicurezza di stato) Jurij Andropov; l'Argentina, tuttavia, rifiutò subito il supporto sovietico tramite un comunicato del presidente Leopoldo Galtieri, cosa che portò l'Unione Sovietica a defilarsi.

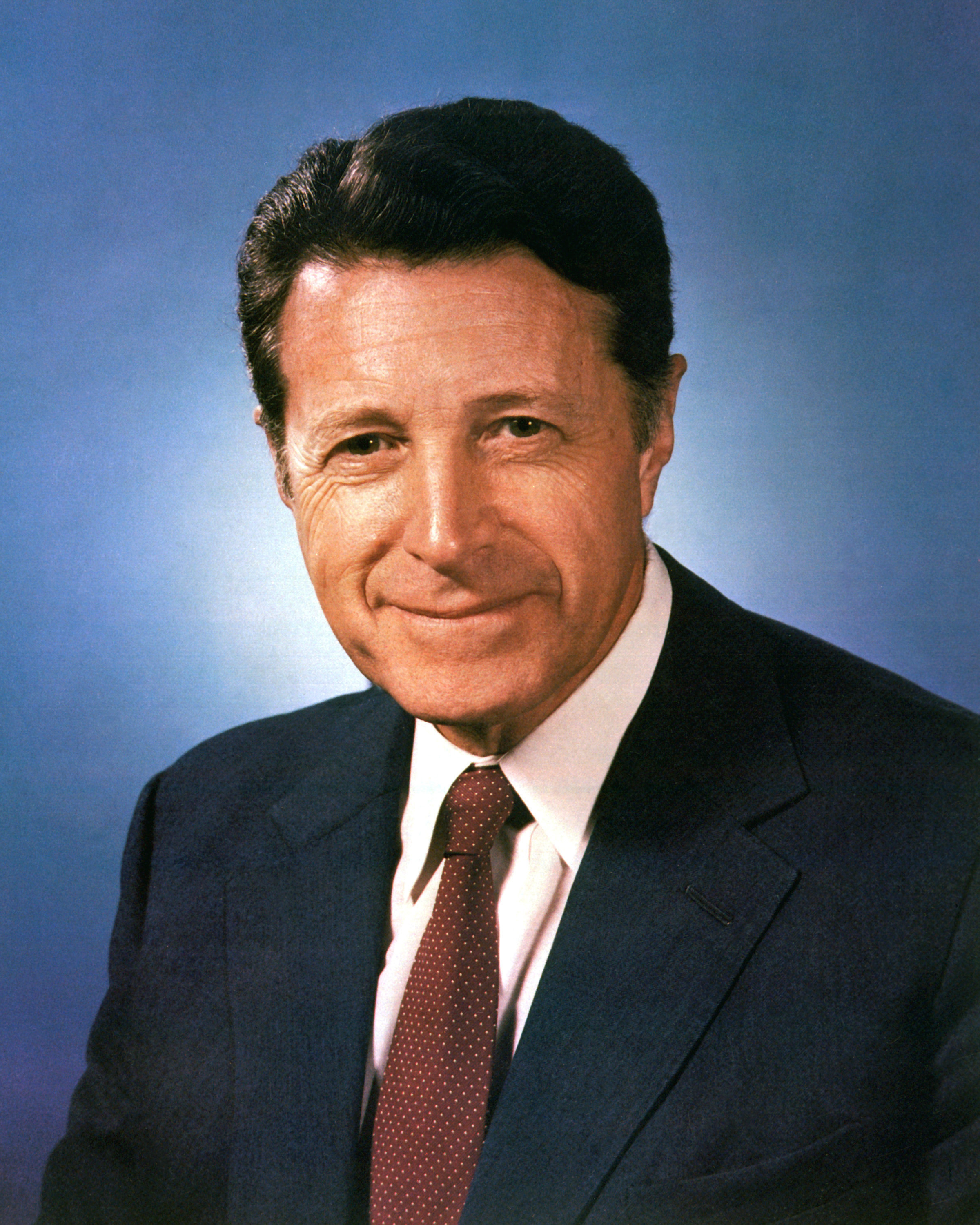
Caspar Weinberger

La cosiddetta politica di "non-interferenza" decisa da Washington si dimostrò fondamentale per il mantenimento e lo sviluppo del rapporto anglo-americano. L'Isola di Ascensione, un possedimento britannico, fu di vitale importanza nel supporto a lungo termine della Task Force meridionale destinata da Londra alla riconquista delle isole; la base aerea posta su quest'isola venne affidata al comando degli Stati Uniti, che la resero operativa. Al comandante americano della base venne ordinato di assistere gli inglesi in ogni modo e, durante la preparazione dell'operazione di riconquista, per un breve periodo quello di Ascensione fu uno degli aeroporti più trafficati del mondo. I contributi più salienti offerti agli inglesi dalla NATO consistettero nella cessione di fotografie satellitari, informazioni di spionaggio e nella fornitura dell'ultimo modello di missile aria-aria Sidewinder L (Lima) a infrarossi con capacità di attacco frontale. Margaret Thatcher affermò che "senza i jet Harrier e la loro immensa manovrabilità, equipaggiati con l'ultima versione dei missili Sidewinder, fornitici dal Segretario della Difesa Statunitense Caspar Weinberger, non saremmo riusciti a riconquistare le Falkland".
All'inizio di maggio, Caspar Weinberger si spinse sino a offrire alla Gran Bretagna l'utilizzo di una portaerei americana. Questa offerta apparentemente troppo generosa fu percepita da alcuni come vitale: Woodward notò che la perdita dell'Invincible sarebbe stato un severo ostacolo, ma la perdita della Hermes avrebbe significato la fine dell'intera operazione. Weinberger da un lato ammise che ci sarebbero stati molti problemi se una simile richiesta fosse stata mai fatta. D'altro canto era stato preparato un piano secondo il quale, se una delle portaerei britanniche fosse stata messa fuori combattimento, sarebbe stata messa a disposizione della Royal Navy la portaelicotteri da assalto USS Iwo Jima, sulla quale avrebbe operato un equipaggio britannico con del personale americano a contratto (marinai in pensione con esperienza sulla nave) a governare i sistemi di bordo più specifici; la nave avrebbe potuto far operare i caccia Sea Harrier visto che erano state fatte prove con la versione statunitense del velivolo usata dai marine. Della cosa non venne informato il Dipartimento di Stato ma solo la US Navy.
Dopo la conclusione vittoriosa del conflitto, per il loro contributo alle operazioni britanniche a Weinberger venne insignito del titolo di Cavaliere Commendatore dell'Impero Britannico (KBE) mentre Reagan venne nominato Honorary Knight Grand Cross of the Most Honourable Order of the Bath (Cavaliere onorario di gran croce del molto onorabile ordine del Bagno). I critici americani del ruolo degli Stati Uniti dichiararono che, evitando di aiutare l'Argentina, gli Stati Uniti avevano violato la propria Dottrina Monroe. Per gli inglesi, fu il riconoscimento a un'offerta di aiuto che invece altri alleati europei e NATO declinarono, come il Belgio che rifiutò la vendita di munizioni calibro 7,62 mm (all'epoca munizione standard NATO).
Nel settembre del 2001, il presidente del Messico Vicente Fox citò il conflitto come la prova del fallimento del Trattato Interamericano di Assistenza Reciproca, poiché il trattato prevedeva la reciproca difesa in caso di attacco esterno. La Gran Bretagna, tuttavia, agì denunciando l'Argentina quale evidente aggressore.

## Il conflitto, la cultura e i mezzi di informazione
Una grande copertura è stata data da entrambe le parti agli avvenimenti durante il conflitto. Da parte britannica, fu dato risalto al coinvolgimento del principe Andrea, che prestò servizio come pilota di elicottero Sea King SH4 con codice di chiamata H, nello RNAS 820 Naval Air Squadron basato sulla portaerei HMS Invincible durante la guerra, operando tra l'altro come SAR (Search And Rescue, ovvero ricerca e soccorso) il recupero dei superstiti dell'Atlantic Conveyor, oltre che in missioni antisommergibile e antinave; il principe era già imbarcato sull'Invincible e, contrariamente a quanto auspicato dall'Ammiragliato, fu la stessa regina, sua madre, a impedirne il trasferimento. Ciò servì anche a dare un'idea del coinvolgimento da parte della casa reale inglese nel conflitto. Ventinove tra giornalisti e tecnici inglesi furono accreditati a seguire il conflitto, due dei quali si dimostrarono intenzionati semplicemente a fornire articoli sul principe Andrea. Eccettuato questo, la stampa coprì l'avvenimento in modo relativamente imparziale, nel senso che le singole testate pubblicarono articoli in linea con il loro abituale orientamento, ma non vi furono campagne stampa in stile seconda guerra mondiale. Tre giornalisti inglesi entrati in Argentina per coprire la guerra "dall'altra parte" furono imprigionati fino alla fine della guerra.
In Argentina vi erano corrispondenti che andavano e venivano dalle Malvine tramite aerei militari (gli Hercules volarono su Port Stanley quasi fino alla fine); le riviste Gente e Siete Días pubblicarono varie foto a colori (in edizioni fino a sessanta pagine) sugli eventi, molte delle quali falsificate a scopo propagandistico, dando tra l'altro varie volte per affondata la HMS Invincible.
La guerra è stata soggetto di vari libri, film e canzoni ed è entrata nell'immaginario collettivo in entrambi i paesi con espressioni (come per esempio Exocet) entrate nel parlare comune. Tra i più celebri artisti o gruppi che hanno dedicato canzoni o addirittura album tematici all'argomento vi sono Elvis Costello (con la canzone Shipbuilding), i Dire Straits (con la celebre Brothers in Arms), i Queen (con Las palabras de amor (The Words of Love), dall'album Hot Space - solo come un velato riferimento ai loro fans dall'Argentina in un periodo politicamente teso, tra i due paesi) e soprattutto i Pink Floyd, che hanno dedicato parte del loro concept album The Final Cut al conflitto, con toni molto critici verso la guerra e verso Margaret Thatcher. Fra i vari riferimenti, ad esempio, si trova nel testo della canzone Get Your Filthy Hands Off My Desert ("Via le tue sporche mani dal mio deserto"), un riferimento all'affondamento del Belgrano:
(Pink Floyd - Get your filthy hands off my desert)
Inoltre nell'ambito cinematografico si può citare Tumbledown, diretto nel 1988 da Richard Eyre, basato sulla vera storia di Robert Lawrence (interpretato da Colin Firth), un ex tenente delle Guardie Scozzesi ferito gravemente alla testa durante la battaglia di Mount Tumbledown, lasciando conseguentemente paralizzato il lato sinistro del suo corpo. Tornato in Inghilterra, Lawrence trascorse molti anni cercando di adattarsi alla sua nuova disabilità e confrontarsi con la guerra cui era stato partecipe.
Si segnalano inoltre l'album degli Exploited Let's Start A War... Said Maggie One Day, pubblicato nel 1983, e la canzone dei Sabaton Back In Control, contenuta nell'album Attero Dominatus (2006), il cui testo narra proprio dello svolgimento delle operazioni militari nelle Falkland dal punto di vista inglese. L'ex frontman degli Smiths, Morrissey, durante il tour in Argentina del 2012, ha chiaramente detto al pubblico "Le isole Falkland appartengono a voi".
In ambito letterario riferimenti alla guerra delle Falkland ma con una successione degli eventi del tutto distopica (la sconfitta inglese con un alto numero di vittime) compaiono da sfondo politico nel romanzo Macchine come me e persone come voi, del 2019 dell'inglese Ian McEwan.

## Perdite

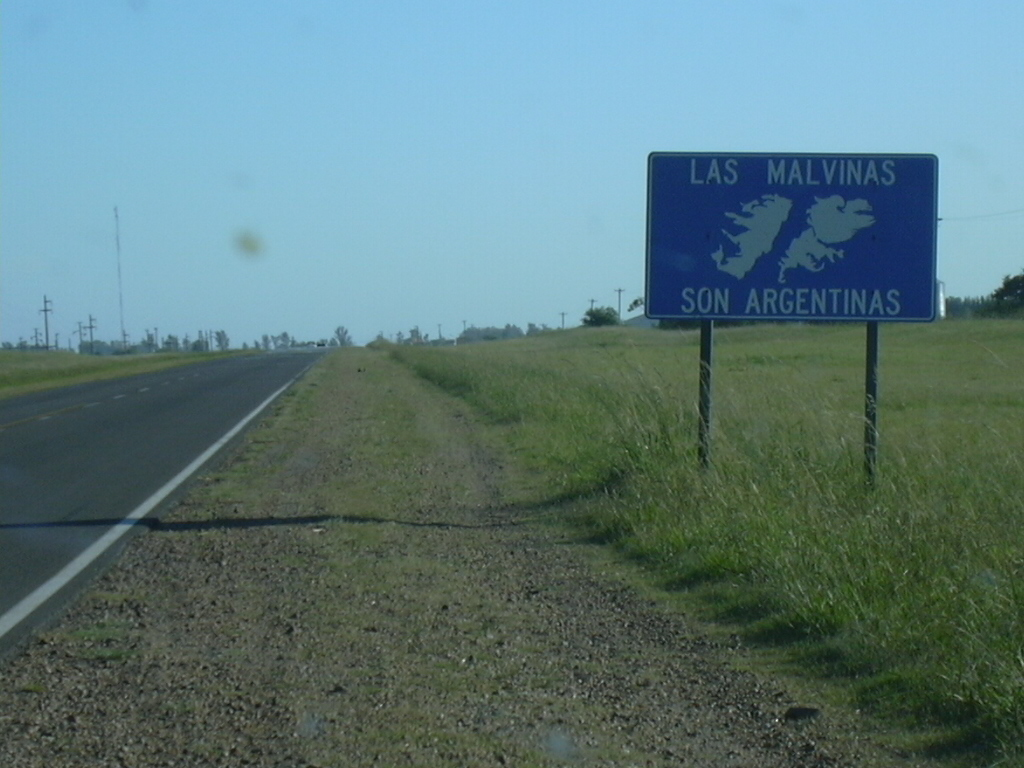
Un segnale stradale nella provincia argentina di Entre Ríos con la frase: "Le Malvine sono argentine". La foto è del 2005.

### Perdite umane
Nel corso dei 74 giorni del conflitto delle Falkland rimase ucciso un totale di 907 uomini: 649 argentini (di cui 633 militari o membri dei corpi armati dello Stato e 16 civili) e 258 britannici (tra cui 249 membri delle forze armate e 9 civili).
I 649 caduti argentini sono così ripartiti:
- Armada de la República Argentina: 359 (tra cui 34 appartenenti al Comando de la Infantería de Marina)
- Ejército Argentino: 194
- Fuerza Aérea Argentina: 55 (di cui 31 piloti e 14 membri del personale di terra)
- Gendarmería Nacional Argentina: 7
- Prefectura Naval Argentina: 2
- Civili: 16 (tutti marinai).

I 258 caduti britannici sono così suddivisi:
- British Army: 123
- Royal Navy: 88 (tra cui due cittadini di Hong Kong)
- Royal Marines: 27
- Royal Fleet Auxiliary: 10 (tra cui sei cittadini di Hong Kong)
- Royal Air Force: 1
- Civili: 9 (di cui sei marinai della marina mercantile e tre abitanti delle Falkland uccisi in un incidente di fuoco amico).

Nastrino della Medaglia del Sud Atlantico, conferita dalla Gran Bretagna al proprio personale militare e civile impegnato nella campagna delle Falkland del 1982

### Perdite materiali
Circa le perdite materiali, la Marina argentina lamentò l'affondamento o la perdita di dieci navi:
- 1 incrociatore: ARA General Belgrano affondato
- 1 sommergibile: ARA Santa Fe danneggiato e catturato
- 2 motovedette: PNA Río Iguazú affondata e PNA Islas Malvinas catturata (reimmessa poi in servizio dagli inglesi come HMS Tiger Bay)[100]
- 3 navi da trasporto truppe: ARA Río Carcarañá e ARA Isla de los Estados affondate, ARA Bahía Buen Suceso danneggiata e catturata
- 1 peschereccio-spia: Narwal affondato.

Le forze aeree argentine persero in combattimento un totale di 61 aerei e 25 elicotteri; il totale degli aerei comprende:
- 22 aerei da attacco al suolo Douglas A-4 Skyhawk (nelle varie versioni B-C-Q)
- 14 bimotori antiguerriglia FMA IA-58 Pucará
- 11 cacciabombardieri IAI Dagger
- 4 ricognitori turboelica T-34C Mentor
- 2 intercettori Mirage IIIEA
- 2 aerei da appoggio tattico Aermacchi MB-339A
- 2 bombardieri Canberra Mk62
- 2 Short SC.7 Skyvan da trasporto
- 1 Learjet 35A impiegato in compiti di ricognizione
- 1 C-130E Hercules da trasporto

Non sono conteggiati i velivoli lasciati sul campo dagli argentini dopo la resa, tra i quali 11 Pucará, 3 MB-339A e 15 elicotteri da ricognizione e trasporto.

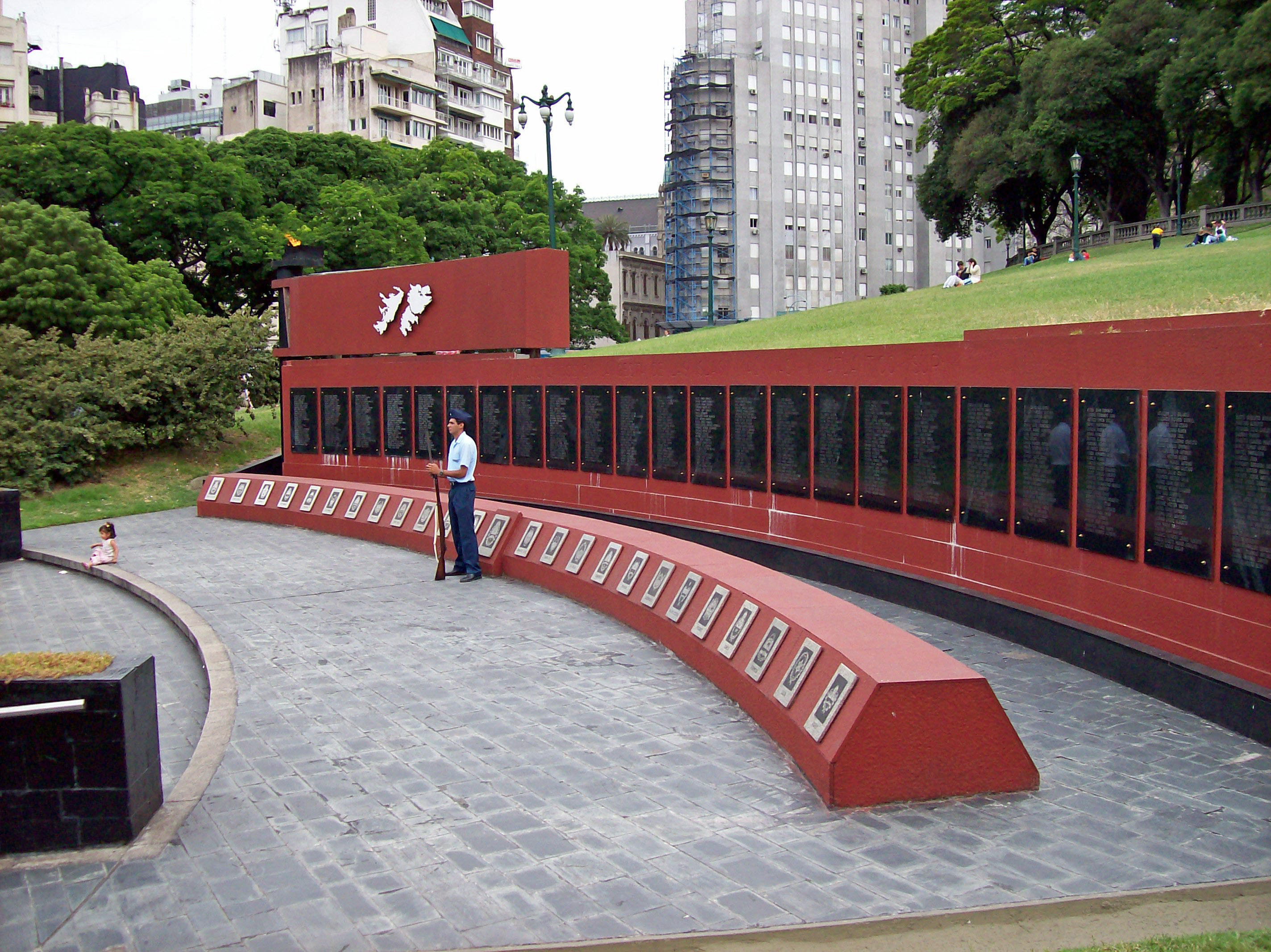
Monumento ai caduti della guerra delle Malvine a Buenos Aires

Le forze navali britanniche riportarono l'affondamento di sette navi:
- 2 cacciatorpediniere Type 42: Sheffield e Coventry
- 2 fregate Type 21: Ardent e Antelope
- 1 nave da sbarco logistica: Sir Galahad
- 1 Landing Craft Utility: F4
- 1 nave porta-container: Atlantic Conveyor

Le forze aeree britanniche lamentarono la perdita di 10 aerei da combattimento e 24 elicotteri; il totale degli aerei comprende:
- 4 aerei da combattimento Harrier Gr.3
- 6 aerei da combattimento BAe Sea Harrier